# Dringende Geneeskundige Hulpverlening
De Dringende Geneeskundige Hulpverlening (DGH), in het Frans: Aide Médicale Urgente (AMU), is in België het nationale stelsel van organisaties en diensten die spoedeisende medische hulp bieden aan de gehele bevolking. Om spoedeisende hulp te bieden is de Dringende Geneeskundige Hulpverlening georganiseerd als een keten, waarin elke betrokken organisatie en dienst een schakel vormt. De belangrijkste schakels in de DGH-keten zijn de noodcentrales 112, de ambulancediensten, de PIT-diensten, de MUG-diensten en de spoedgevallendiensten van de ziekenhuizen. De algemene organisatie en financiering van de Dringende Geneeskundige Hulpverlening is in België een federale bevoegdheid die berust bij de FOD Volksgezondheid. Op de Dringende Geneeskundige Hulpverlening kan beroep gedaan worden door middel van een telefoonoproep naar een uniform noodnummer: het Europese noodnummer 112 of het oude nationale noodnummer 100. Wegens het oude nationale noodnummer wordt de Dringende Geneeskundige Hulpverlening in de volksmond vaak nog "de honderd" genoemd.
De Dringende Geneeskundige Hulpverlening mag niet verward worden met Dringende Medische Hulp (DMH). Dit gaat om de financiële tussenkomst voor medische verzorging waar mensen die illegaal in België verblijven recht op hebben.

## Geschiedenis

### Oorlogen als historische katalysator

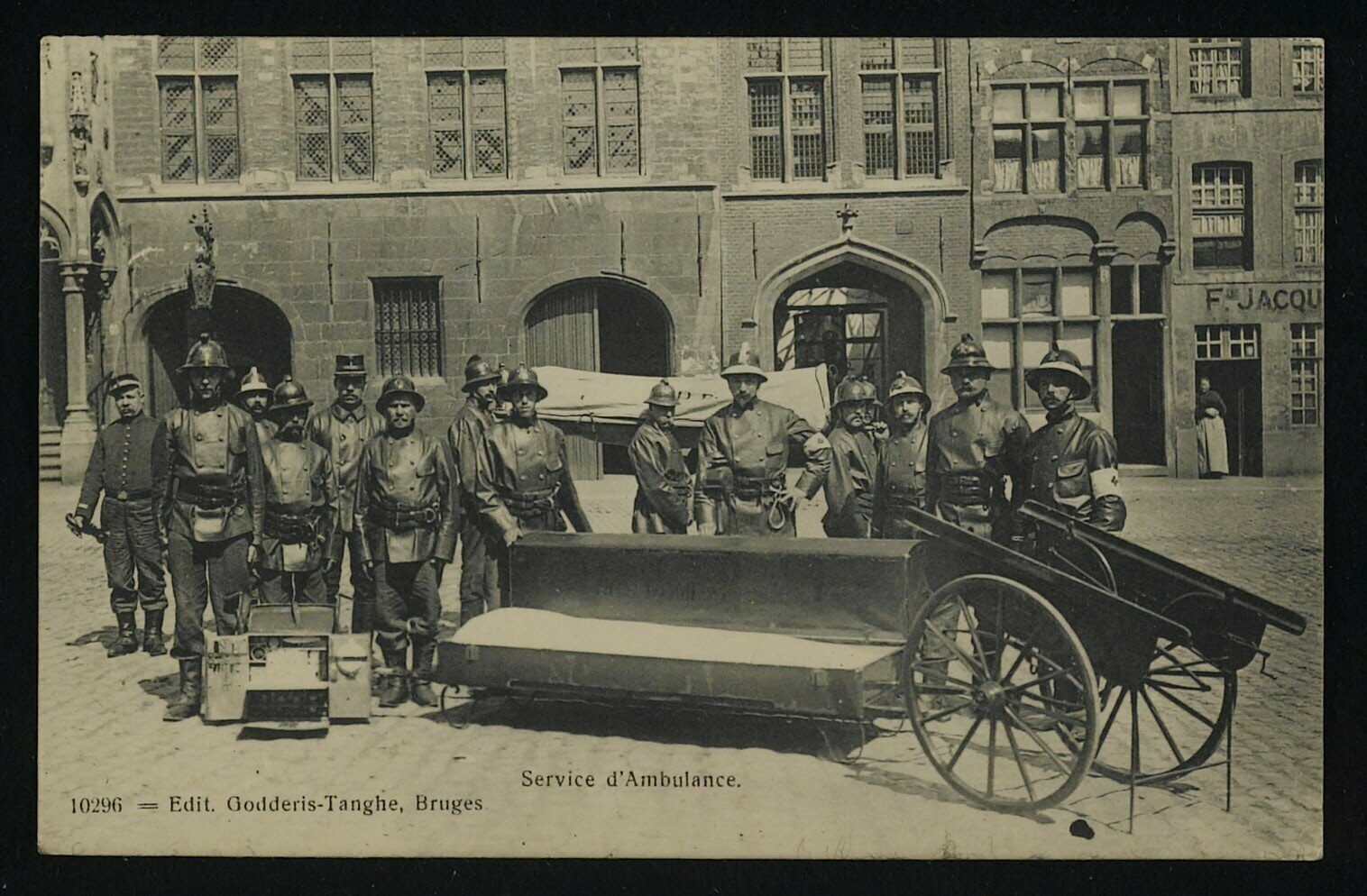
Kar bij de ambulancedienst van de Brugse brandweer (ca. 1900)

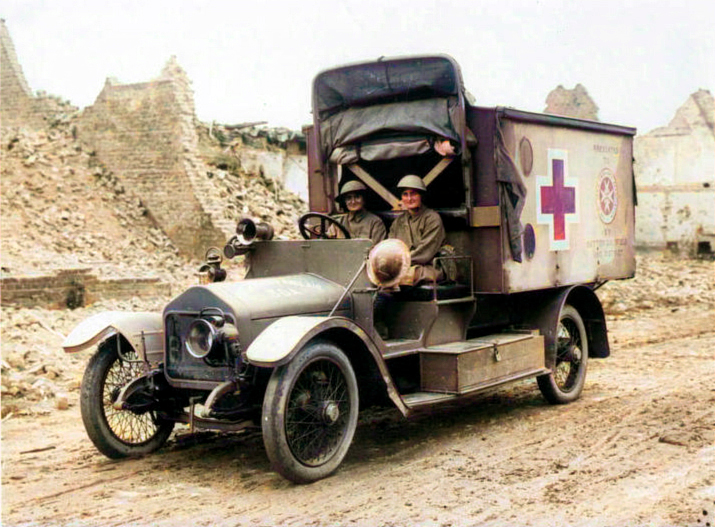
De madonna's van Pervijze in een Wolseley-ambulance tijdens WO I (1916)

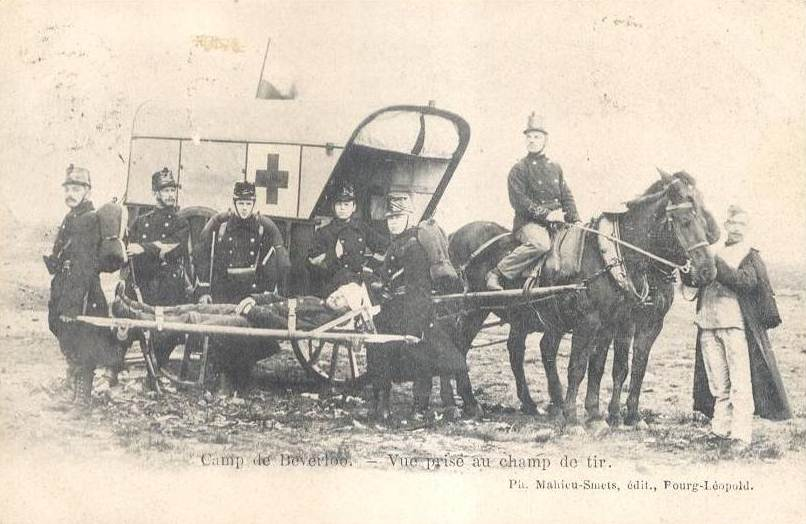
Door paard voortgetrokken kar voor gewondenvervoer bij het kamp van Beverlo (1904)

Op zich is de geschiedenis van de hulpverlening aan zieken en gewonden zowat even oud als de mens zelf. Tot en met de eerste helft van de 20e eeuw waren het evenwel vooral oorlogen die de impuls gaven om een mobiele medische hulpverlening te ontwikkelen. Voorbeelden zijn de veldhospitalen die krijgsmachten in gebruik namen om hun gewonden te verzorgen, en de oprichting van het Rode Kruis halverwege de 19e eeuw om een neutrale hulpverlening op het slagveld te verzekeren. Het vervoer van zieken en gewonden, zowel in militaire context als daarbuiten, gebeurde toendertijd meestal met eenvoudige middelen. In het beste geval beschikte men over een kar met draagberrie voortgetrokken door een paard. Pas tijdens de Eerste Wereldoorlog maakte de motorisering van het transport opmars en verschenen de eerste automobielen voor gewondenvervoer op het strijdtoneel. De term ambulance, die oorspronkelijk sloeg op verplaatsbare veldhospitalen, werd al snel overgenomen voor deze nieuwe voertuigen.
Na de oorlog deden ambulances ook geleidelijk aan hun intrede in het burgerlijk leven. In België namen verschillende instellingen zoals ziekenhuizen, ziekenfondsen, Commissies voor Openbare Onderstand (C.O.O.'s), sommige stedelijke brandweerkorpsen en het Belgische Rode Kruis het initiatief op zich om het burgerlijk ziekenvervoer te organiseren. Zo ontstonden de eerste ‘ambulancediensten’. Van een centrale sturing of organisatie van het ziekenvervoer was nog geen sprake. De meeste ambulances droegen het Rode Kruissymbool als herkenningsteken, ook al behoorden ze niet tot het leger of het officiële Rode Kruis. De Tweede Wereldoorlog zorgde ten slotte voor een grote aanwas van (militaire) medische voertuigen: enerzijds achtergelaten materieel dat ter uitvoering van het Marshallplan aan België werd toegewezen en anderzijds voertuigen die als naoorlogs schadeherstel door Duitsland werden overgedragen. Deze voertuigen werden ondergebracht bij de medische eenheden van het Belgisch leger en sommige brandweerkorpsen. Dit alles maakte dat aan het begin van de jaren 1950 op veel plaatsen in België verschillende partijen reeds beschikten over gemotoriseerd ziekenvervoer.

### Begin van organisatie
Tot die tijd lag de sleutelrol in het dagelijks verstrekken van dringende hulp nog bij de huisartsen, vooral in de meer landelijke gebieden. Huisartsen handelden de kleinere problemen zelf af, hadden bij ernstiger problemen een grote inbreng in de beslissing tot een ziekenhuisopname en regelden zo nodig ook het vervoer naar het ziekenhuis. Door de snelle naoorlogse ontwikkelingen in de gezondheidszorg verschoof deze verantwoordelijkheid stilaan naar de ziekenhuizen zelf. Zij begonnen lokalen in te richten voor de eerste opvang van patiënten die dringend hulp nodig hadden. Zij rekenden op de ambulancediensten om patiënten naar hun instelling te brengen voor deze eerste opvang, niet in het minst om zo klanten te werven. Daarom sloten ziekenhuizen met een eigen ambulancedienst ook contracten om ziekenvervoer te bieden af met andere partijen als de ziekenfondsen. Dit prille stelsel van georganiseerde hulpverlening werd gekenmerkt door een verscheidenheid aan regelingen om op een ambulance beroep te kunnen doen. De meeste ambulancevoertuigen uit die tijd waren van Amerikaanse merken zoals Ford, Dodge, Cadillac of Chevrolet wegens onder meer het Marshallplan en de technische voordelen (vering en grootte) die ze boden. Pas vanaf 1956 kwamen er ook ambulances van Europese merken zoals Volkswagen en Mercedes-Benz.

### Verkeersongevallen en polio
Deze toen bestaande organisatie van het ziekenvervoer bleek echter weinig het hoofd te kunnen bieden aan twee fenomenen die de jaren 1950 kenmerkten: een polio-epidemie enerzijds en de toename van het aantal verkeersongevallen door het toenemende autoverkeer anderzijds. Inzake dringende hulp bij verkeersongevallen was er vooral in de landelijke gebieden weinig tot niets geregeld. Slachtoffers van ongevallen waren soms enkel aangewezen op de bereidwillige hulp van toevallige passanten, die hen dan maar met de eigen wagen naar een ziekenhuis brachten. Ook rustte er op ziekenhuizen geen zorg- of opnameplicht. Dit bracht sommige instellingen ertoe om de verzorging van slachtoffers te weigeren op grond van hun kennelijke betaalkracht, met schrijnende toestanden tot gevolg.
Wat betreft polio bereikte het aantal besmettingen pieken rond 1955–1956. Vooral kinderen getroffen door deze besmetting liepen gevaar, met name op een ademhalingsverlamming, waardoor een snelle opname in een aangepast ziekenhuis nodig was. Het toen bestaande ziekenvervoer was echter niet altijd geschikt of beschikbaar voor poliopatiënten. Daarom besliste de toenmalige minister van Volksgezondheid en van het Gezin Edmond Leburton in 1955 om het vervoer van poliopatiënten op nationaal niveau te organiseren. Hiertoe werd een beroep gedaan op de strategische vloot ambulances van de Civiele Bescherming, die eigenlijk bedoeld was voor oorlogssituaties. Er werd een centraal noodnummer geïnstalleerd en België werd verdeeld in dertig sectoren met elk een toegewezen “polioambulance”. Desondanks kon het vervoer van poliopatiënten soms toch nog meer dan een uur duren. Hoewel niet de bedoeling, bleek dat de “polioambulances” ook al ingezet werden voor het dringend vervoer van verkeersslachtoffers, wat oogluikend werd toegestaan. Vanaf 1958 kwam er een poliovaccin beschikbaar en werd de epidemie dankzij een uitgebreid vaccinatieprogramma ingedijkt.

### Wet van 8 april 1958
|                                                                              |  |  |
| Memorie van toelichting en Kamerverslag horende bij het wetsontwerp van 1958 |  |  |

In 1958 was België het gastland voor de Expo 58, waarop ettelijke miljoenen bezoekers verwacht werden. Onder druk om enerzijds de hulp aan ongevalsslachtoffers te verbeteren en anderzijds deze aankomende wereldtentoonstelling in goede banen te leiden, werd er voor het eerst een wettelijke regeling getroffen omtrent de dringende hulp aan zieken en gewonden. De wet van 8 april 1958 verplichtte de Commissies voor Openbare Onderstand (C.O.O.'s) om op hun grondgebied de hulp aan, het vervoer van en de ziekenhuisopname van deze personen te organiseren. Met deze wet wou men enerzijds de snelheid van de verzorging verzekeren, en anderzijds een einde maken aan opnameweigeringen wegens de vermeende betaalkracht van slachtoffers. Daarom bepaalde de wet dat men pas na het verlenen van dringende hulp de financiële draagkracht van een slachtoffer mocht nagaan met oog op een eventuele terugbetaling van de kosten. De in deze wet vervatte opnameplicht was enkel van toepassing op de (openbare) ziekenhuizen verbonden aan de C.O.O.'s of aan de instellingen waarmee de C.O.O.'s een overeenkomst hadden. Een gewonde of zieke die beroep deed op deze hulpverlening, zou dus geen keuzevrijheid genieten wat betreft de instelling waar hij zou worden opgenomen.

### Oprichting 900-stelsel

#### Eenvormig noodnummer
Het duurde niet lang voordat duidelijk werd dat niet alle C.O.O.'s in staat waren deze hulpverlening te organiseren. Ook bleek een snelle alarmering van de hulpverlening regelmatig een pijnpunt te zijn. Daarom werd nagedacht over een eenvormig noodnummer voor heel België voor dringende medische hulp op de openbare weg en openbare plaatsen. Onder meer de automobilistenbond Touring Wegenhulp, die regelmatig aandacht schonk aan de verkeersveiligheid, pleitte hiervoor. Het nummer moest eenvoudig te onthouden zijn, gratis zijn en ook vanuit openbare telefooncellen gebeld kunnen worden. In overleg met de RTT kon men alvast het nummer 900 vastleggen. In november 1958 werd Paul Meyers de nieuwe minister van Volksgezondheid en van het Gezin. Nog in december datzelfde jaar was hij zelf getuige van een zwaar verkeersongeval, waarbij hij zelf de moeilijkheden ervoer om snel hulp ter plaatse te krijgen. Vanaf toen gaf minister Meyers hoge prioriteit aan het uitbouwen van het 900-stelsel.

#### Hulpcentra 900
In september 1959 werd de eerste 900-centrale geïnstalleerd in Antwerpen bij wijze van proefproject. In de jaren erna werden ook die van Brugge, Aalst, Hasselt, Brussel, Gent, Bergen, Charleroi, Marche-en-Famenne, Verviers, Doornik, Aarlen, Namen en Mechelen opgestart. De 900-centrale van Kortrijk werd als laatste ingehuldigd op 3 december 1963. Deze zestien “hulpcentra 900” dekten heel België en bedienden elk een of meerdere telefoonzones. Hun taak was om de noodoproepen te ontvangen, een ambulance te verwittigen en ter plaatse te sturen en het ziekenhuis waar het slachtoffer naartoe zou worden gebracht te verwittigen. Deze hulpcentra 900 werden allen bij de (stedelijke) brandweerdiensten ondergebracht, omdat hun aard sterk aanleunde bij de al bestaande seinkamers van de brandweer die een 24-uurspermanentie konden garanderen. De meerkosten voor het materieel en personeel van de hulpcentra 900 werden betaald door de ministeries van Volksgezondheid en Binnenlandse Zaken. België werd hiermee het eerste land ter wereld met een eenvormig noodnummer dat overal in het land kon gebeld worden. Hoewel het noodnummer enkel bestemd was voor “dringende hulp bij ongeval of ziekte op de openbare weg of in een openbare plaats” (en poliopatiënten op privéplaatsen), kwamen al snel ook oproepen voor brandweer- en andere hulp regelmatig toe in de hulpcentra 900. Het specifieke noodnummer voor poliogevallen werd niet langer gebruikt.

#### Netwerk van ambulances
Gelijktijdig met de oprichting van de hulpcentra 900 investeerde het ministerie van Volksgezondheid ook in het wagenpark waar de ambulancediensten over beschikten. Veel van deze voertuigen waren verouderd en weinig geschikt voor 900-opdrachten. Een eerste stap was om de opdrachten van de bestaande “polioambulances” uit te breiden tot alle 900-opdrachten. Daarnaast werd ook een reservevloot van een twintigtal ambulances van de Civiele Bescherming in het 900-netwerk opgenomen. Deze voertuigen, wagens van de merken Dodge en Renault, werden door het ministerie doorgaans slechts in bruikleen gegeven aan ambulancediensten in afwachting van een beter voertuig. Het ministerie wou het land immers voorzien van een degelijk ambulancenetwerk, en zocht daarom naar een gestandaardiseerd voertuig. In de visie van het ministerie moest elke ambulance gelijktijdig twee liggende patiënten kunnen vervoeren. Na een studie koos men in 1960 voor de Volkswagen Transporter ʻTyp 2ʼ T1, onder andere omdat men deze quasi afgewerkt kon invoeren uit Duitsland. Deze ambulances werden aangekocht door het ministerie en eveneens in bruikleen gegeven aan de verschillende diensten in het land. Ze kregen elk een uniek “ministerienummer” om het voertuig te kunnen identificeren over de diensten heen. De eerste reeks van deze ʻTyp 2ʼ-ambulances werd in 1961 ingevoerd bij D'Ieteren in Brussel. Om ook onderweg in contact te kunnen staan met de hulpcentra 900, werden rond 1965–1966 de ambulances in het 900-netwerk tevens voorzien van apparatuur voor radiocommunicatie.

### Wet van 8 juli 1964
|                                                                               |  |  |
| Memorie van toelichting en Kamerverslag horende bij het wetsontwerp van 1963. |  |  |

De wet van 8 april 1958, die de organisatie van de dringende geneeskundige hulpverlening volledig toevertrouwde aan de C.O.O.'s, bleek inmiddels voorbijgestreefd door de oprichting van het 900-stelsel. Daarnaast werd door de wet van 6 januari 1961 het misdrijf “schuldig hulpverzuim” ingevoerd in het strafrecht. Door de algemene formulering van dit misdrijf werd dit ook van toepassing op artsen, ambulancediensten of ziekenhuizen die zouden weigeren hulp te verlenen aan mensen in nood. Om het 900-stelsel een wettelijke basis te geven, de verantwoordelijkheden van de C.O.O.'s hieraan aan te passen en de hulpverleningsplicht van artsen, ambulancediensten en ziekenhuizen beter te kaderen, werd op 8 juli 1964 een nieuwe wet uitgevaardigd betreffende de dringende geneeskundige hulpverlening. Het eerste artikel van de wet definieerde deze hulpverlening als volgt:

Deze wet beoogt de inrichting van een dringende geneeskundige hulpverlening ten behoeve van de personen die zich op de openbare weg of in een openbare plaats bevinden en wier gezondheidstoestand, ingevolge ongeval of ziekte, onmiddellijke verzorging vereist.

Voor de toepassing van deze wet wordt door dringende geneeskundige hulpverlening verstaan: het eenvormig oproepstelsel, de eerste verzorging ter plaatse van de in het voorgaande lid bedoelde personen, hun vervoer naar het ziekenhuis en hun opneming in een verplegingsdienst.

De Koning bepaalt de regelen voor de organisatie van die hulpverlening.
— Art. 1 wet 8 juli 1964 betreffende de dringende geneeskundige hulpverlening, BS 25 juli 1964

Deze wet onttrok de verantwoordelijkheid voor de dringende hulpverlening op de openbare weg en in openbare plaatsen aan de C.O.O.'s en wees die voortaan toe aan de Belgische Staat. De wet definieerde de specifieke verplichting aan artsen, ambulancediensten en ziekenhuizen om patiënten respectievelijk de eerste zorgen te verlenen, te vervoeren en op te nemen op aanvraag van de aangestelde van het hulpcentrum 900. Ook richtte de wet een fonds op dat hen zou vergoeden voor de prestaties geleverd in het kader van deze wet, moest de patiënt in gebreke blijven. De hulpcentra 900 konden volgens de wet beroep doen op de ambulancediensten georganiseerd of uitbesteed door een openbare overheid en op de privédiensten die een overeenkomst met de Staat sloten.
Het hoofdmotief van de wet was de snelheid van de verzorging garanderen. Daarom herbevestigde de wet het principe dat patiënten voor wie op het 900-stelsel beroep werd gedaan geen keuzevrijheid genoten qua ziekenhuis van bestemming. Zij dienden steeds naar het dichtstbijzijnde ziekenhuis vervoerd worden. In die zin werd het bereik van de wet uitgebreid naar alle ziekenhuizen in plaats van enkel die verbonden aan de C.O.O.'s, zodat een 900-ambulance een patiënt ook naar een privéziekenhuis kon brengen als dit het dichtstbijzijnde was. Wel bleef het toepassingsgebied waarin de wet van 8 juli 1964 voorzag beperkt tot openbare wegen en plaatsen. De verantwoordelijkheid voor de dringende hulpverlening aan zieken en gewonden op private plaatsen bleef (juridisch) onder de C.O.O.'s ressorteren.

### Snelheid en kwaliteit
De wet van 8 juli 1964 was zeker geen eindpunt in de ontwikkeling van de dringende geneeskundige hulpverlening. Zo stelde men stelde vast dat er twee factoren van belang waren voor de overlevingskansen van patiënten: de kwaliteit van de eerste hulp en de snelheid van het vervoer. In de toen vastgelegde inrichting van de hulpverlening waren beide niet steeds gegarandeerd. Zo waren er geen formele opleidingseisen voor de ambulanciers. Ondanks dat sommige diensten op eigen initiatief in scholing voorzagen, bleef de eerste hulp geboden door de ambulanciers vaak beperkt. Ook was de spreiding van 900-ambulances niet steeds optimaal, waardoor deze soms lange aanrijtijden kenden of lang onderweg waren naar het ziekenhuis. Daarom begon men te zoeken naar manieren om de interventietijden te verkorten en de medische behandeling al ter plekke te kunnen starten.

#### Reanimatiewagens
In dit opzicht bestelde het ministerie van Volksgezondheid nog in 1964 een eerste reeks van grotere ambulances van het merk Mercedes-Benz bij een Duitse constructeur. Ze waren ontworpen om maximaal vier liggende gewonden te vervoeren en voorzien van allerlei medisch materiaal en geneesmiddelen. Het ministerie gaf deze voertuigen enkel in bruikleen aan ziekenhuizen of brandweerkorpsen die met een ziekenhuis samenwerkten, opdat de bemanning minstens een arts en/of verpleegkundige zou omvatten. Deze voertuigen met een medisch geschoolde bemanning waren in feite de eerste “reanimatiewagens” en moesten de kwaliteit van de hulpverlening opkrikken. De beslissing om bij een noodoproep al dan niet een reanimatiewagen te sturen lag bij de aangestelde van het hulpcentrum 900, die moest oordelen of deze inzet nuttig was. De eerste vier van deze reanimatiewagens werden overhandigd in 1965. Tegen 1973 waren er over het hele land in totaal dertig dergelijke wagens in dienst. Zeven van deze wagens waren daarbovenop als zogenaamde “MEVIZ-wagens” (Mobiele Eenheid Voor Intensieve Zorgen) specifiek uitgerust om uitgebreide medische verzorging aan boord toe te laten. Zij konden ingezet worden om patiënten van het ene ziekenhuis naar een meer gespecialiseerd centrum over te brengen. In 1973 deden enkele welgestelde Belgen tevens een schenking van tien bijkomende reanimatiewagens aan België, maar door onder meer een gebrek aan financiële middelen voor hun werking werden deze extra wagens weinig tot niet gebruikt.
Een belangrijke kanttekening bij de reanimatiewagens uit deze tijd was dat, op enkele (universitaire) ziekenhuizen na, deze wagens in de praktijk veelal bij de brandweer stonden. Bij een oproep vertrok deze wagen dan eerst naar het ziekenhuis om daar een arts en/of verpleegkundige op te pikken, en daarna verder te rijden naar het incident. In de ziekenhuizen waren er immers soms problemen met de beschikbaarheid van het juiste personeel of had men eenvoudigweg geen plaats om de grote reanimatiewagens te stallen. In Brugge werd eind de jaren 1960 onder impuls van dr. Paul Lust van het Sint-Janshospitaal een andere regeling getroffen, waarbij een Volkswagen Kever werd ingezet om het medisch team rechtstreeks van het ziekenhuis naar het incident te brengen. Deze regeling kan beschouwd worden als een voorloper van wat later de mobiele urgentiegroep (MUG) zou worden.

#### Helikopters
Naast de reanimatiewagens zag men ook in helikopters een mogelijke manier om de dringende geneeskundige hulpverlening verder te verbeteren. Deze konden immers snel grote afstanden afleggen en hadden geen last van files op de weg. Een eerste proef vond reeds plaats in 1961 met een Alouette II-helikopter van Sabena in samenwerking met het Rode Kruis. Een ernstiger uitgedachte proef werd ondernomen in 1969 onder de naam “Helihulp” (in het Frans: “Heli-Secours”) met een Alouette III-helikopter in samenwerking met het Leuvense Sint-Rafaëlziekenhuis. De bemanning van deze helikopter bestond uit een piloot, chirurg en anesthesist. Het was in feite de eerste “MUG-helikopter” in België. Tijdens deze proef gingen er stemmen op om meerdere dergelijke helikopters te plaatsen bij verschillende (universitaire) ziekenhuizen, maar het project bleek voor een klein land als België te duur en werd bijgevolg afgevoerd.
Er viel vervolgens opnieuw een hiaat in de beschikbaarheid van medische helikopters, tot de Rijkswacht in 1973 besloot drie SA330 Puma-helikopters sporadisch in te zetten voor dringende medische transporten langs de drukke autosnelwegen. De inzet van helikopters kwam opnieuw op de politieke agenda te staan, en in 1974 besliste minister van Binnenlandse Zaken Edouard Close om in de schoot van de Civiele Bescherming de Helihulp terug tot leven te brengen. Deze helikopter, een Alouette III, zou zesmaandelijks wisselen van standplaats tussen Beernem en Crisnée. Tijdens zijn eerste inzetperiode in Beernem stond hij telkens enkele uren per dag stand-by aan het Brugse Sint-Janshospitaal dat voor de medische bemanning zorgde. Vanaf oktober 1974 verhuisde de helikopter voor een eerste maal naar Crisnée, waar de Leuvense of Luikse universitaire ziekenhuizen in de medische bemanning voorzagen. Later zou men vooral samenwerken met het Naamse Saint-Camilleziekenhuis. Men ondervond in die tijd al dat de helikopter om praktische redenen best bij een ziekenhuis zou staan, hoewel veel ziekenhuizen hier niet op voorzien waren. Na een tiental jaren bleek de kostprijs om de Helihulp in stand te houden echter alsnog te hoog voor het ministerie van Binnenlandse Zaken. In 1986 besliste het ministerie bijgevolg om voor deze dienst geen budget meer vrij te maken. Op 15 oktober 1986 voerde de Helihulp zijn laatste vlucht uit en hield daarna opnieuw op te bestaan.

#### Opleiding van ambulanciers
Zoals eerder vermeld golden er bij de opstart van het 900-stelsel geen wettelijke opleidingseisen voor de ambulanciers werkzaam op de ambulances. De nadruk lag in die periode vooral op “scoop and run” oftewel “inpakken en wegwezen”. De taak van de ambulanciers bestond uit de slachtoffers zo snel mogelijk naar het ziekenhuis te brengen. Toch was de aandacht voor de eerste hulp verstrekt door de ambulanciers niet helemaal afwezig. Zo was er in 1967 al een koninklijk besluit dat subsidies voorzag voor instellingen die een opleiding eerste hulp van minstens 20 lesuren boden aan ambulanciers. In de praktijk werden deze opleidingen vooral door het Rode Kruis georganiseerd. Ook al in de jaren 1960 zorgde dr. Paul Lust van het Sint-Janshospitaal voor nadere opleiding van de Brugse ambulanciers binnen een ziekenhuiskader. Dr. Lust, die als hoofd van de spoedgevallendienst begaan was met de dringende geneeskundige hulpverlening, zou niet veel later mee aan de wieg staan van het Instituut voor Medische Dringende Hulpverlening (IMDH).
Pas in 1978 bepaalde een omzendbrief van het ministerie van Volksgezondheid dat elke ambulancier moest beschikken over een “900-badge”, die zou uitgereikt worden na het volgen van een verplichte opleiding van 20 uren en vijf jaar geldig zou zijn. De geldigheid van deze badge kon voor telkens vijf jaar verlengd worden mits het volgen van bijscholing. Deze regeling gaf aanleiding tot de uitgave van specifieke handboeken en de uitbreiding van het opleidingsaanbod bij verschillende instellingen. Zo begon de klemtoon ook voor gewone ambulanciers stilaan te verschuiven van “scoop and run” naar “stay and play” oftewel het ter plaatse al toedienen van levensreddende hulp.

### Schaalvergroting in wagenpark
Los van de initiatieven omtrent reanimatiewagens en helikopters gingen de leveringen door het ministerie van voertuigen aan de ambulancediensten ook na 1964 onverminderd verder. De vraag hiernaar werd des te groter met de invoering van nieuwe reglementering voor de brandweerkorpsen in de nasleep van de brand in de Innovation in 1967. Deze reglementering verplichtte verschillende korpsen om één of meerdere ambulances in dienst te hebben. Vanaf 1968 schakelde het ministerie over van de standaard Volkswagen Transporter T1's op de nieuwe T2-generatie. Een hoogtepunt was de plechtige overhandiging door minister Louis Namèche van niet minder dan vijftig nieuwe ambulances en vier nieuwe reanimatiewagens op de Grote Markt van Brussel op 25 november 1968. De inspanningen maakten dat er in 1969 in totaal 492 ambulances ingeschakeld waren in het 900-netwerk, waarvan 255 in bruikleen gegeven voertuigen van het ministerie waren.
Het ivoorkleurige uiterlijk van de ministeriële ambulances bleef in al die tijd hoofdzakelijk gelijk aan dat van de eerste voertuigen uit 1961. Wel werd vanaf 1973 het Rode Kruissymbool wegens zijn beschermde status niet langer standaard aangebracht op de ambulances. Om de zichtbaarheid te verbeteren besloot men in 1975 om de ministeriële ambulances voortaan met een rode band op de zijflanken, de achterkant en het dak uit te rusten. Pogingen om deze uitvoering als wettelijke norm op te leggen mislukten, waardoor veel private voertuigen van 900-ambulancediensten hun eigen afwijkende uiterlijk behielden.

### Eerste mobiele urgentiegroepen
Naarmate de klemtoon in de hulpverlening begon te verschuiven naar het principe van “stay and play”, steeg het belang om snel een gespecialiseerde arts ter plaatse te krijgen bij de patiënt. Daartoe beschikte men inmiddels in de steden al over de reanimatiewagens. Zoals eerder in dit artikel al gezegd, stonden deze wagens meestal bij de brandweer gestald. Men maakte bij een oproep dan eerst een “omweg” langs het ziekenhuis om het medisch personeel op te pikken. Deze praktijk zorgde logischerwijs voor een langere aanrijtijd, waardoor kostbare minuten verloren gingen. In Brugge was al eind de jaren 1960 een aanzet gegeven hoe het anders kon, met een aparte interventiewagen om het medisch personeel ter plaatse te brengen. In 1975 gaf het ministerie van Volksgezondheid een gelijkaardig voertuig als in Brugge aan het Brusselse Sint-Pietersziekenhuis waarmee een arts sneller de patiënt kon bereiken. Toch vlotte dit initiatief nog niet onmiddellijk.
Pas in 1978 kwam het idee van de grond toen het ministerie drie Volkswagen Passats kocht en ter beschikking stelde van de Brusselse universitaire ziekenhuizen. Deze voertuigen kregen extra medische apparatuur aan boord, moesten bemand worden door een chauffeur, verpleegkundige en arts en zouden bij een oproep rechtstreeks naar de patiënt rijden om tijd te winnen. Ook het AZ Sint-Jan en het UZ Leuven kregen kort daarna een dergelijk voertuig van het ministerie. Het duurde niet lang vooraleer andere ziekenhuizen dit voorbeeld volgden en vanaf 1980 ook hun medische teams met een eigen voertuig de baan op stuurden. In 1983 vervoegde het Militair Hospitaal Koningin Astrid in Neder-Over-Heembeek deze lijst en installeerde het een reanimatiewagen en een medisch team met interventiewagen in zijn midden voor civiele opdrachten. Dit militair hospitaal werd eerder al sporadisch betrokken in de 900-werking vanwege zijn expertise inzake brandwonden. Waar in het begin verschillende benamingen gebruikt werden voor al deze medische teams, zou later de uniforme term mobiele urgentiegroep (MUG) vastgelegd worden.

### Volksgezondheid, Volkswagen en Van Muylder
Hoewel ze een degelijke basis waren voor het 900-netwerk, werden er in 1976 toch bedenkingen gemaakt bij de wijdverspreide Volkswagen Transporter-ambulances. Zo wou men een hygiënischer en makkelijker te onderhouden interieur, en wou men wegens de arbeidsveiligheid van de ambulanciers af van de brancards die van de grond moesten opgetild worden. In plaats van de ambulances afgewerkt in te voeren uit Duitsland, zou men de inrichting van de voertuigen voortaan in eigen land laten uitvoeren. Samen met invoerder D'Ieteren koos men voor het Willebroekse koetswerkbedrijf Van Muylder. De visie van het ministerie van Volksgezondheid inzake de inrichting bleef nog steeds dezelfde: een ambulance moest twee liggende patiënten en eventueel ook een zittend persoon kunnen vervoeren. Wat wel veranderde was de standaard uitrusting: brancards met openklappend onderstel die zonder tilwerk in de ambulance konden geschoven worden, nieuw materieel als een schepbrancard en aspiratietoestel, en een lichtbalk in plaats van een enkel zwaailicht.
De regelmatige vernieuwing van het wagenpark van de 900-ambulancediensten verliep vanaf 1977 vlot dankzij een goede samenwerking tussen deze drie ʻV'sʼ: Volksgezondheid, Volkswagen en Van Muylder. Het ministerie kocht telkens een tiental Volkswagens aan, waarna deze bij Van Muylder werden omgebouwd tot ambulance en werden verdeeld over de verschillende diensten in het land. Sommige 900-diensten kozen er ook voor om op eigen initiatief één of meerdere wagens van het ministeriële standaardmodel te kopen bij Van Muylder. Dat dit model was goedgekeurd door het ministerie, werd aanzien als een kwaliteitskenmerk. Vanaf 1979 werd overgeschakeld op de nieuwe T3-generatie Volkswagen Transporter. Om besparingsredenen werden vanaf 1983 lichte wijzigingen aangebracht aan het standaardmodel. Zo werd de lichtbalk bijvoorbeeld opnieuw vervangen door zwaailichten.
Dit standaardmodel bleef echter niet vrij van kritiek. Naarmate het belang van de stabilisatie ter plaatse steeg en de eerste MUG-diensten het levenslicht zagen, hadden de MUG-artsen nood aan meer werkruimte in de ambulances. De reanimatiewagens van weleer vond men daarentegen ongeschikt omdat ze te groot en te log waren voor stedelijke omgevingen. De beschikbare budgetten voor nieuwe wagens waren bovendien beperkt. Van Muylder kwam met een oplossing door het bestaande dak van een Volkswagen Transporter T3 weg te zagen en er een verhoogd dak uit polyester op te monteren. Hoewel vanbinnen uitgerust als een gewone ambulance, kreeg deze ambulances met verhoogd dak de naam “micro-rea” als verwijzing naar de grotere werkruimte in de oude reanimatiewagens.

### Bevrijding van verkeersslachtoffers
Tot het begin van de jaren 1970 waren de 900-ambulanciers vooral aangewezen op eigen gereedschap om beknelde verkeersslachtoffers te bevrijden. De brandweerkorpsen waren voor deze taak weinig uitgerust, waardoor men vaak terugviel op improvisatie. Het Brugse brandweerkorps trachtte in 1971 deze situatie te verbeteren met een speciaal omgebouwde “reddingswagen”. Deze opvallende wagen bevatte onder meer signalisatiemiddelen en allerlei technisch gereedschap, en zou ondersteuning bieden aan de ambulance bij zware verkeersongevallen. Andere korpsen volgden al snel dit voorbeeld. Deze evolutie was het ministerie van Binnenlandse Zaken niet ontgaan, waarop het in 1975 een eerste reeks van 57 bevrijdingswagens opnam in het aankoopprogramma voor de brandweer. Enkele jaren later zou ook specifiek hydraulisch redgereedschap zijn intrede doen. De behoorlijke bevrijding van verkeersslachtoffer werd des te belangrijker met de opkomst van het fenomeen “weekendongevallen” in de jaren 1980. Deze ongevallen kwamen voort uit de ongelukkige combinatie van sportieve wagens, jonge bestuurders, onaangepast rijgedrag en drank of drugs. In dit kader nam het ministerie in 1985 een nieuw type bevrijdingswagen op in het aankoopprogramma, uitgerust met vooruitstrevend redgereedschap van het Nederlandse bedrijf Holmatro. Deze nieuwe bevrijdingswagens waren de eersten die naar hedendaagse normen als ʻgoed uitgerustʼ konden beschouwd worden.
De vele tussenkomsten bij verkeersongevallen vereisten naast beter redgereedschap ook een betere zichtbaarheid van de hulpverleners op de plaats van het incident. Tot die tijd bestond de gebruikelijke werkkledij van de ambulanciers bijna overal uit een witte of grijze stofjas en een kepie. Pas in de jaren 1980 werden speciale interventiejassen met reflecterende strepen gemeengoed.

### Rampen en radiocommunicatie
De jaren 1980 werden gekenmerkt door enkele grote rampen zoals het Heizeldrama op 29 mei 1985 en het kapseizen van de Herald of Free Enterprise op 6 maart 1987. Pas aan het begin van dat decennium had men aanvang gemaakt met het uitwerken van (medische) rampenplannen om de hulpverlening bij dergelijke grootschalige gebeurtenissen te regelen. Deze rampen toonden meteen het belang van dergelijke plannen aan, en er werden in de nasleep maatregelen genomen om ze verder te verbeteren en te veralgemenen naar het hele land. De rampen brachten ook de gebreken in de bestaande radiocommunicatienetwerken van de hulpdiensten onder de aandacht. Alle diensten beschikten immers over hun eigen netwerken, wat efficiënte onderlinge communicatie bij een ramp onmogelijk maakte. De bestaande netwerken raakten bovendien snel overbelast. De wens om in een betere radiocommunicatie te voorzien voor alle hulp- en veiligheidsdiensten zou leiden tot de oprichting van het A.S.T.R.I.D.-netwerk in 1998.

### 900 wordt 100

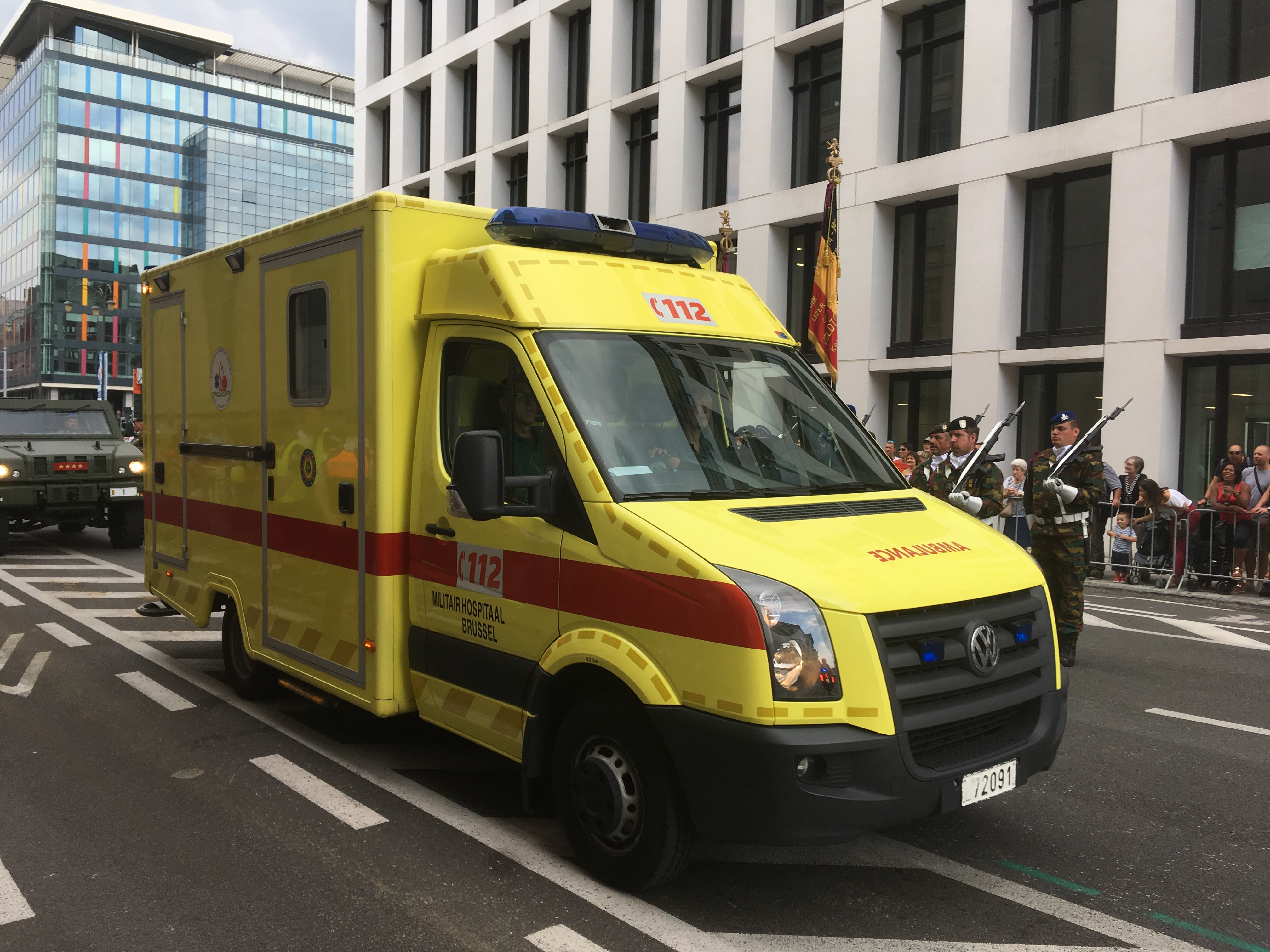
Ambulance van het Belgisch Militair Hospitaal Koningin Astrid op het Nationaal Defilé van 21 juli 2018

Eind jaren 80 kon de organisatie van de Dringende Geneeskundige Hulpverlening regionaal sterk verschillen. Vaak waren meerdere diensten (brandweer, ziekenhuizen, privébedrijven, ...) actief in het dringend ziekenvervoer. In Antwerpen was er zo SIWHA, Ambuce en Ambulite. In het gebied rond Luik en Luxemburg waren ook meerdere privébedrijven actief. In Waals-Brabant werd ACS Rescue System opgericht, dat buiten dringend ziekenvervoer ook preventie en opleidingen verzorgde en over speciale interventievoertuigen beschikte. Aan de Kust kwam in 1979 de Intercommunale Kustreddingsdienst West-Vlaanderen (IKWV) tot stand.
Eind oktober 1987 veranderde de Regie voor Telegraaf en Telefoon (RTT; tegenwoordig Proximus) de noodnummers 900 (brandweer en medische hulp), 901 (rijkswacht) en 906 (gemeentepolitie) in 100 (brandweer en medische hulp) en 101 (zowel voor de rijkswacht als voor de gemeentepolitie).

### Na 1990

#### Aanslagen Parijs en Brussel

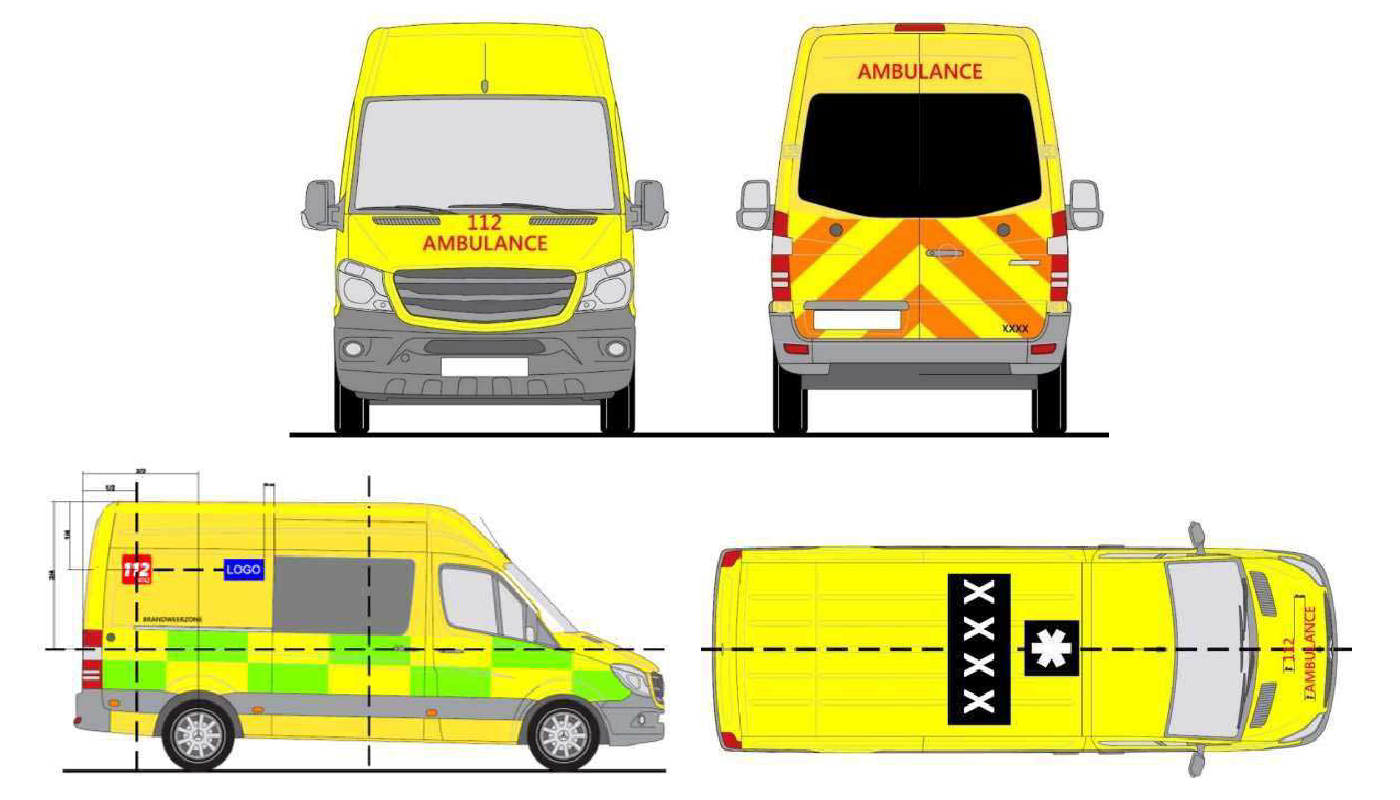
Nieuwe voertuigmarkeringen binnen de DGH (verplicht voor alle voertuigen vanaf 2021)

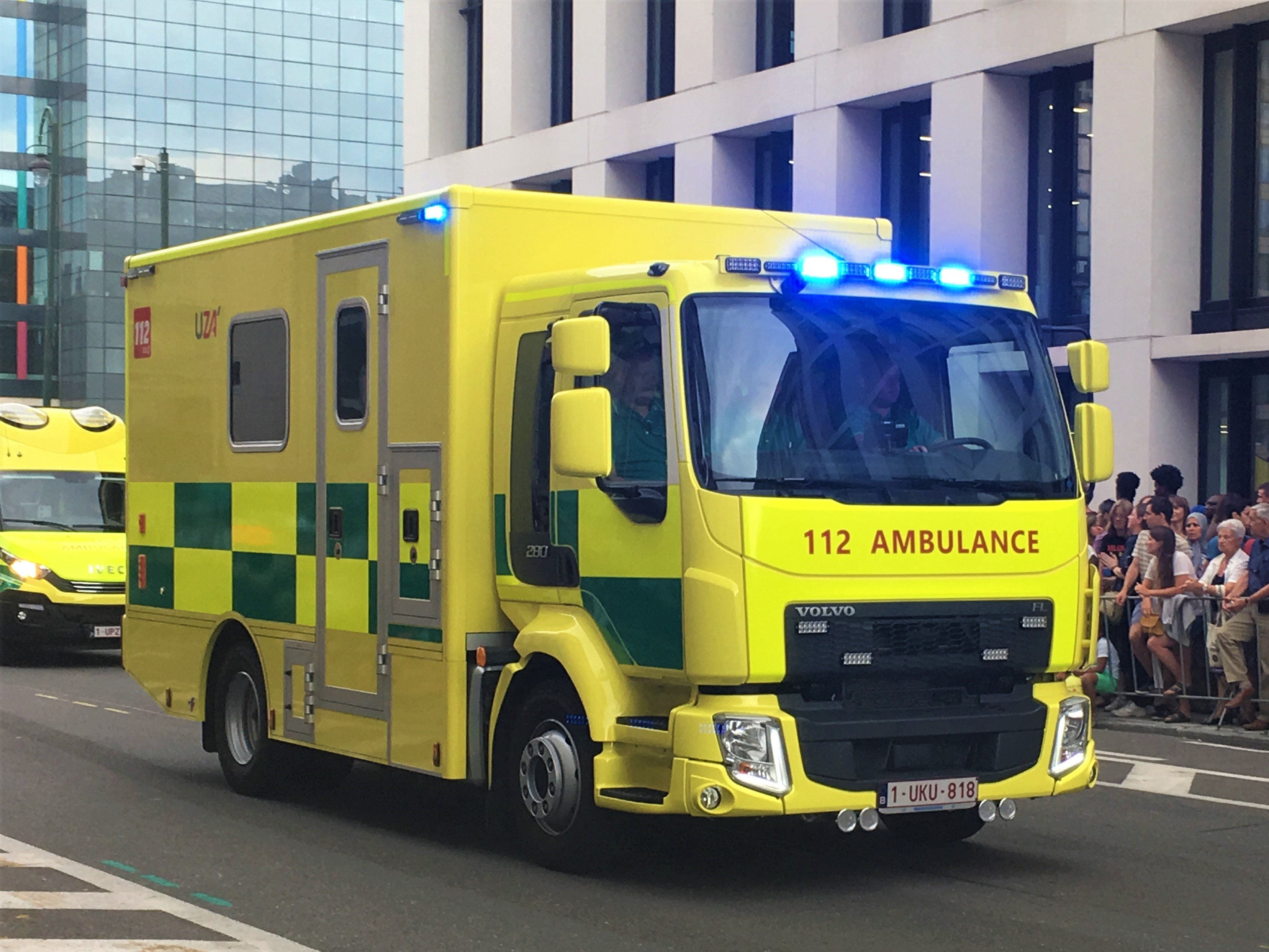
Mobile Intensive Care Unit van het UZA met Battenburgpatroon (2018)

Naar aanleiding van de terreuraanslagen op 13 november 2015 in Parijs en op 22 maart 2016 in Brussel voerde de federale overheid een analyse uit van het functioneren van de hulpdiensten tijdens aanslagen. Het belangrijkste aandachtspunt dat naar voren kwam was de herkenbaarheid van de medische hulpverleners en hun voertuigen, zodat men makkelijk zou herkennen welke hulpverleners bevoegd zijn om dringende hulp te verlenen. Er werd een protocolakkoord afgesloten tussen de federale overheid en de deelstaten op de Interministeriële Conferentie Volksgezondheid om dezelfde uiterlijke kenmerken voor voertuigen en dezelfde uniforms voor medische hulpverleners toe te passen. Het koninklijk besluit met de nieuwe uiterlijke kenmerken voor voertuigen binnen de DGH werd op 12 november 2017 gepubliceerd.
Concreet krijgen ambulances voor niet-dringend vervoer een witte basiskleur, terwijl voertuigen binnen de DGH hun gele basiskleur behouden. Beide types voertuigen worden voorzien van retroreflecterende signalisatie, waaronder contourmarkeringen, een groen-geel Battenburgpatroon op de zijkanten en een oranje-geel visgraatpatroon op de achterkant (gelijkaardig aan Engelse ambulances). Daarmee zou de traditionele rode streep op de zijkanten en achterkant van DGH-voertuigen verdwijnen, na tientallen jaren in voege te zijn geweest. Prioritaire signalen (blauwe knipperlichten en sirene) worden voorbehouden aan voertuigen binnen de DGH en ambulances voor niet-dringend vervoer die soms ook dringende opdrachten uitvoeren. Deze laatsten mogen de prioritaire signalen enkel gebruiken na goedkeuring door het bevoegde Noodcentrale 112 of de medische dispatching, en moeten dezelfde uitrusting en bemanning hebben als ambulances binnen de DGH. Ambulances enkel voor niet-dringend vervoer mogen geen blauwe lichten of sirene hebben. Elk voertuig wordt ook voorzien van een uniek identificatienummer, dat ook op het dak wordt aangebracht. Ook de interventiekledij voor de medische hulpverleners wordt gestandaardiseerd. Alle hulpverleners krijgen eenzelfde geel-blauw uniform, met verschillende kleuren voor de Star of Life afhankelijk van hun functie: rood voor artsen, groen voor verpleegkundigen, blauw voor hulpverlener-ambulanciers en zilver voor ambulanciers.
De federale regering trekt 3,8 miljoen euro uit voor de aanpassingswerken die nodig zullen zijn aan de hulpverleningsvoertuigen binnen de DGH. De nieuwe uiterlijke kenmerken zijn verplicht voor nieuwe voertuigen vanaf 2018 en zullen voor alle in gebruik zijnde DGH-voertuigen verplicht zijn vanaf 2021. Er is met de deelstaten een overgangstermijn van vijf jaar afgesproken waarbinnen zij de nieuwe voorschriften moeten opnemen binnen de toepasselijke erkenningsnormen voor ziekenhuizen en het niet-dringend ziekenvervoer. De eerste ambulance in Vlaanderen met de nieuwe uiterlijke kenmerken werd voorgesteld op 21 juli 2017 op het nationaal defilé in Brussel en daarna in gebruik genomen door de brandweer van Oostende.

## Keten van de DGH

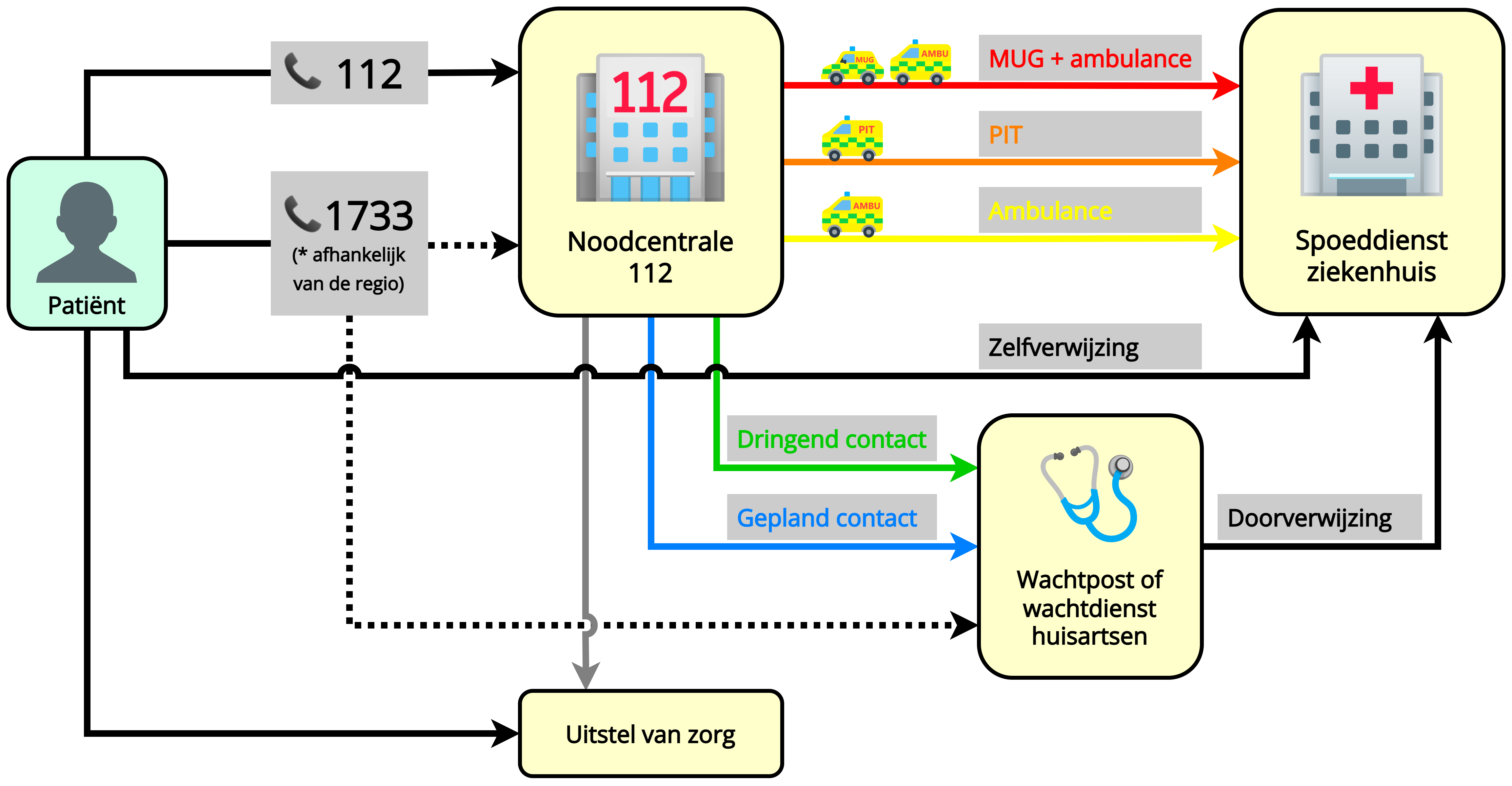
Schematische weergave van de keten voor ongeplande zorg (DGH en wachtdiensten huisartsen) anno 2022

### Noodcentrales 112
De keten van de Dringende Geneeskundige Hulpverlening begint met wat wettelijk het 'eenvormig oproepstelsel' heet. Dit oproepstelsel bestaat in feite uit de noodcentrales 112. Deze centrales zijn de eerste schakel van de DGH en hebben als taak het aannemen van de medische oproepen (calltaking) en het alarmeren en ter plaatse sturen van de nodige middelen (dispatching). Er is een noodcentrale 112 in het Brussels Gewest en in elke provincie met uitzondering van Waals-Brabant.
Om beroep te doen op de DGH moet een oproeper bellen naar het Europese noodnummer 112 of het oude nationale noodnummer 100. Bij beide nummers moet de oproeper eerst via een IVR-menu de keuze 'ziekenwagen of brandweer' maken. Daarna wordt de oproeper doorgeschakeld naar een van de noodcentrales 112. In de noodcentrale 112 neemt een operator de noodoproep aan, vraagt de oproeper uit, geeft de verkregen informatie in in een CAD-systeem en verwittigt de middelen die ter plaatse moeten gaan. De operatoren oefenen hierbij de medische regulatie uit: ze bepalen door middel van een triage de dringendheid van het medisch probleem en welke middelen de toestand van de patiënt bijgevolg vereist. De operator kan ook al eerste hulpinstructies geven en in het bijzonder reanimatie-instructies. Deze telefonische begeleiding bij een reanimatie wordt Phone CPR genoemd. Hoe de operatoren moeten reguleren en welke instructies ze aan oproepers moeten geven, is op federaal niveau vastgelegd in protocollen verzameld in de Belgische Handleiding voor Medische Regulatie (BHMR). De middelen die de noodcentrale 112 oproept, worden in feite opgevorderd. Zij zijn verplicht de hen door de noodcentrale 112 gegeven hulpopdracht uit te voeren en mogen dit op een paar specifieke uitzonderingen na niet weigeren. Wettelijk gezien heeft de noodcentrale 112 zelfs de bevoegdheid om het even welke arts op te vorderen om hulp te verlenen. De noodcentrale 112 blijft via o.a. het ASTRID-radionetwerk in contact staan met de uitgestuurde middelen.
Op de Brusselse noodcentrale na, worden de noodcentrales 112 beheerd door de Directie 112 van de FOD Binnenlandse Zaken. Deze FOD is verantwoordelijk voor de infrastructuur, apparatuur, software en het personeel. Hoe de operatoren hun taken inzake de DGH moeten uitvoeren, valt daarentegen onder de bevoegdheid van de FOD Volksgezondheid. Vanuit de laatstgenoemde FOD beschikken de noodcentrales 112 over een medische directie om toezicht te houden op de behandeling van de medische oproepen en de operatoren op te leiden en te ondersteunen.

### DGH-middelen
De voertuigen met gezondheidszorgbeoefenaars die de noodcentrale 112 kan sturen naar een patiënt vormen de tweede schakel van de DGH-keten. Deze voertuigen en hun personeel worden in professioneel taalgebruik 'middelen' genoemd. De middelen binnen de DGH zijn met name de (gewone) ambulances, de Paramedische Interventieteams (PIT) en de Mobiele Urgentiegroepen (MUG). Daar waar de noodcentrales 112 rechtstreeks afhangen van de Belgische federale Staat, geldt dit niet voor de DGH-middelen. Zij worden beheerd door uiteenlopende openbare en private diensten en instellingen. Het is krachtens de regelgeving of krachtens een met de Staat gesloten overeenkomst dat zij ingeschakeld worden in de DGH en kunnen worden opgeroepen door de noodcentrale 112. Alle DGH-middelen staan onder het toezicht van de Federale Gezondheidsinspecteurs.

#### Ambulance
Ambulances oftewel ziekenwagens zijn de voertuigen die uitgerust zijn en instaan voor het verstrekken van de eerste zorgen aan patiënten en hun vervoer naar een ziekenhuis. De noodcentrales 112 doen in principe enkel een beroep op door de FOD Volksgezondheid erkende 112-ambulances. De ambulancediensten die deze 112-ambulances beheren kunnen verschillende openbare of private instellingen zijn, zoals hulpverleningszones, ziekenhuizen, verenigingen en privébedrijven. In de praktijk wordt de absolute meerderheid van alle 112-ambulances door de hulpverleningszones uitgebaat. Elke 112-ambulance moet minstens bemand zijn door twee erkende hulpverleners-ambulanciers of door gezondheidszorgbeoefenaars met een hogere kwalificatie.

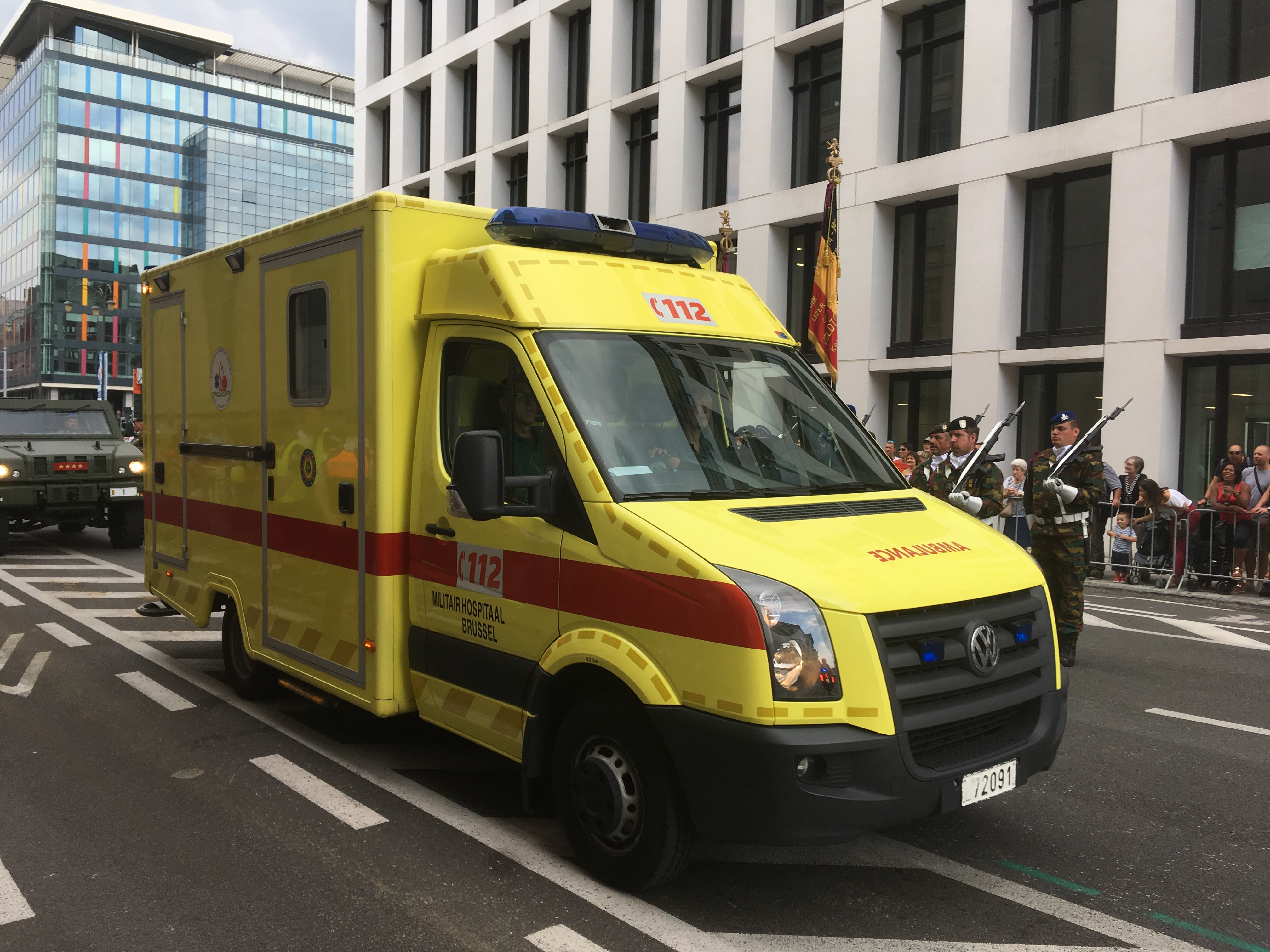
Ambulance van het MHKA op het nationaal defilé van 2018

De ambulancediensten worden gefinancierd door enerzijds subsidies van de federale Staat en anderzijds het forfaitair tarief dat zij aan de verzorgde patiënten factureren. Dit forfaitair tarief is uniform voor het hele land en bij regelgeving vastgelegd. Anno 2024 bedraagt dit tarief 70,92 euro. Voor patiënten die deze factuur niet betalen bestaat er het Fonds voor Dringende Geneeskundige Hulpverlening (FDGH). Dit fonds betaalt een deel van de kost aan de ambulancedienst en vordert deze zelf terug van de patiënt.
Op een bijzondere ministerraad in het thema van veiligheid in mei 2017 is besloten de organisatie en financiering van de ambulancediensten te hervormen. Het nieuwe financieringsmodel zou een verhoging inhouden van de federale permanentiesubsidie die elke ambulancedienst krijgt. De facturering per afgelegde afstand zou verdwijnen omdat het mensen in dun bevolkte gebieden zou benadelen en vervangen worden door een ander systeem van facturering. Ook zou er een systeem van kwaliteitsevaluatie komen en nieuwe kwaliteitscriteria omtrent de ambulancevoertuigen, hun uitrusting en het ambulancepersoneel. In een volgende fase zou er een programmering komen van welke en hoeveel ambulances waar precies nodig zijn, en waarbij de overheid de garantie vraagt dat in 90 procent van alle oproepen de ambulance binnen de 15 minuten ter plaatse is. Daarbij zou ook aandacht gaan naar dunbevolkte gebieden. De hervormingen zouden in 2018 van start gaan.

#### Mobiele Urgentiegroep

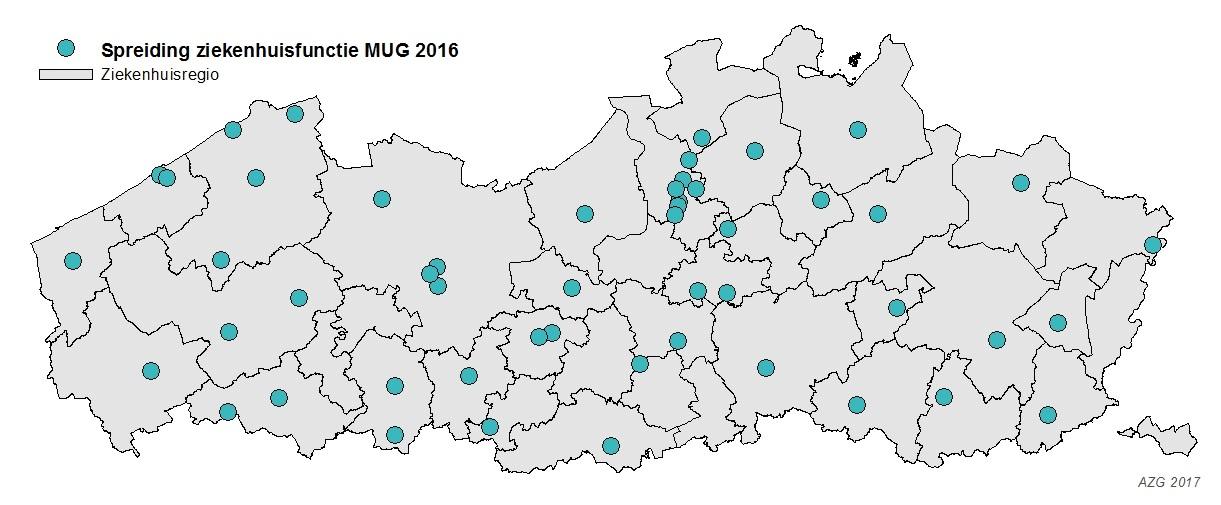
Spreiding van MUG-diensten in Vlaanderen (2016)

De Mobiele Urgentiegroepen (MUG) fungeren als een verlengstuk van het ziekenhuis en bieden gespecialiseerde dringende zorgen aan patiënten met ernstige en levensbedreigende problemen. Het team van de MUG bestaat minstens uit een gespecialiseerde arts en een verpleegkundige met de bijzondere beroepstitel in de intensieve zorg en spoedgevallenzorg. De MUG wordt opgeroepen door ofwel de Noodcentrale 112 indien uit de noodoproep blijkt dat er mogelijk sprake is van levensgevaar, ofwel door ambulanciers ter plaatse als die menen dat bijstand van de MUG noodzakelijk is. De MUG wordt ter plaatse gestuurd om medische bijstand te bieden aan een ambulance; zelf vervoert de MUG geen patiënten. Enkel ziekenhuizen die over een erkende gespecialiseerde spoedgevallendienst beschikken kunnen ook een MUG beheren. Naast de MUG's die zich via een voertuig over de weg verplaatsen, zijn er in België ook twee MUGH's oftewel MUG-helikopters. Deze vervoeren een patiënt wél zelf, in tegenstelling tot de MUG's over de weg. De ene staat gestationeerd in Brugge, de andere in Bra-sur-Lienne. In Brugge vindt tevens een proef plaats met het AZ Sint-Jan en het AZ Sint-Lucas waarbij beide ziekenhuizen over een PIT beschikken. Deze PIT kan bijkomend bemand worden met een MUG-arts waardoor de PIT als PIT+ oftewel MUGP uitrukt. Alle MUG's beschikken over een gsm om contact te kunnen opnemen met artsen en ziekenhuizen. De MUG's worden erkend door de Federale Overheidsdienst Volksgezondheid; de Federale Gezondheidsinspecteur controleert of ze voldoen aan de normen.

#### Paramedisch Interventieteam
Sinds 2007 bestaan er ook zogenaamde Paramedische Interventieteams (PIT's). De PIT's zijn in feite ambulances die in plaats van twee hulpverlener-ambulanciers een hulpverlener-ambulancier en een verpleegkundige met de bijzondere beroepstitel in de intensieve zorg en spoedgevallenzorg aan boord hebben. Ze fungeren daarmee als tussenniveau tussen ambulance en MUG. Net als een MUG staat een PIT bij de spoedgevallendienst van een ziekenhuis gestationeerd. De spoedverpleegkundige mag aan de hand van vooraf opgestelde procedures, de zogenaamde 'staande orders', zelfstandig enkele medische handelingen uitvoeren, zoals patiënten intuberen of bepaalde geneesmiddelen toedienen, die normaalgezien aan artsen zijn voorbehouden. Ambulanciers mogen dergelijke handelingen niet uitvoeren. Voor elke PIT is een referentiearts verantwoordelijk. Alle PIT's beschikken over een gsm om ter plaatse contact op te kunnen nemen met deze referentiearts voor ondersteuning. Sommige PIT's, zoals die van het UZ Brussel, beschikken ook over apparatuur voor telegeneeskunde waarmee vanuit de ambulance gecommuniceerd kan worden met een arts uit hun ziekenhuis of hun referentiearts.

### Ziekenhuizen

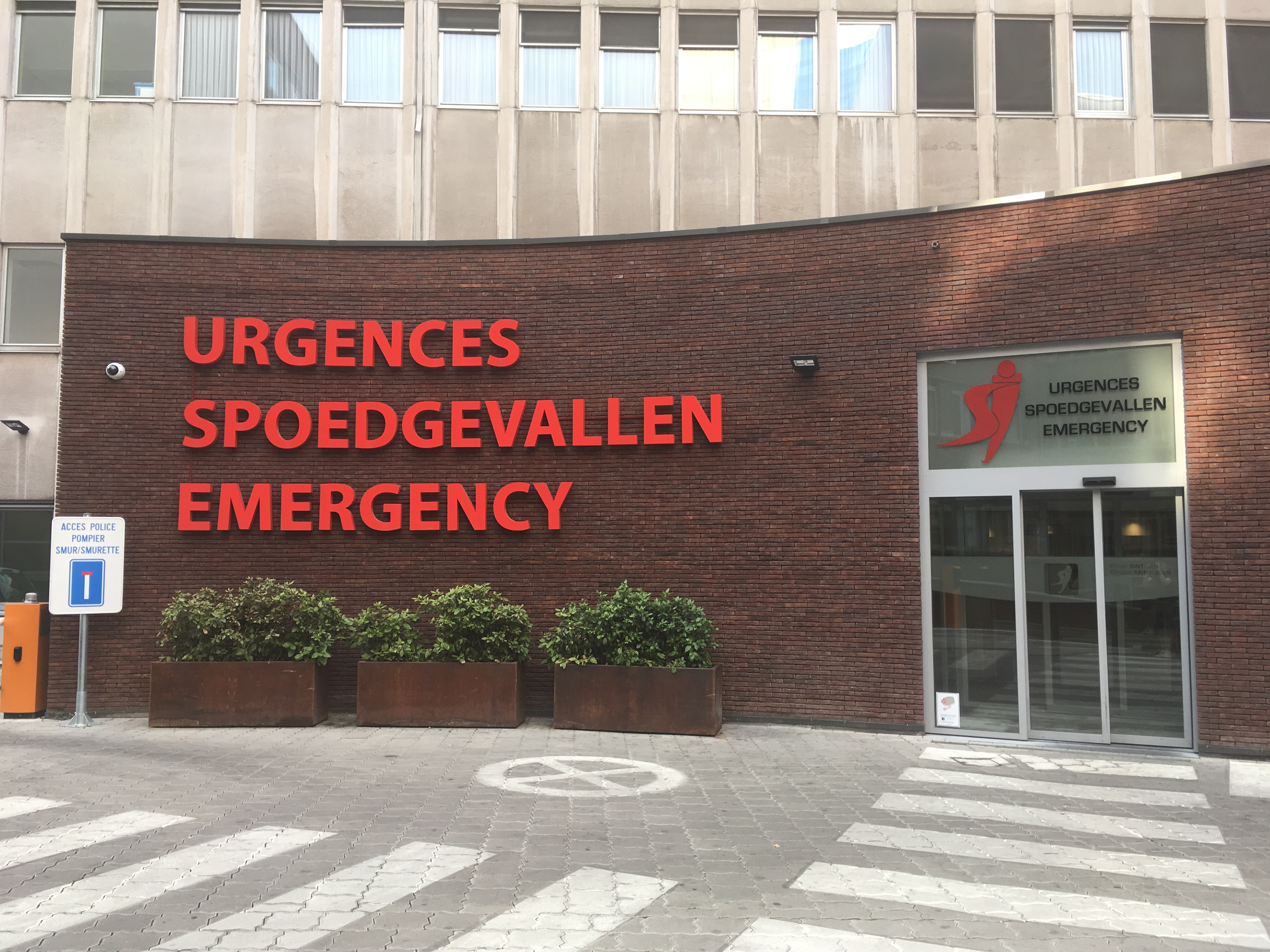
Spoedgevallendienst van de Brusselse Kliniek Sint-Jan

Als na de nodige eerste zorgen ter plaatse verdere zorgen in een ziekenhuis nodig blijken, brengt de ambulance of PIT, eventueel onder begeleiding van de MUG, de patiënt over naar het ziekenhuis. De wet- en regelgeving bepaalt dat patiënten enkel naar een ziekenhuis met een erkende spoedgevallendienst (functie "gespecialiseerde spoedgevallenzorg") mogen gebracht worden. Patiënten worden steeds overgebracht naar de spoedgevallendienst die de Noodcentrale 112 aanduidt (patiënten hebben dus geen keuzevrijheid). In regel is dat de dichtstbijzijnde spoedgevallendienst; hierop bestaan echter enkele uitzonderingen. Zo kan een MUG-arts bepalen dat een patiënt bepaalde gespecialiseerde zorgen nodig heeft die niet in het dichtstbijzijnde ziekenhuis kunnen worden geleverd, en dus naar een ander gespecialiseerd ziekenhuis moet worden overgebracht. In het kader van het Medisch Interventieplan kan ook bepaald worden dat patiënten naar een ander verdergelegen ziekenhuis moeten worden afgevoerd om zo alle patiënten te spreiden. De Noodcentrale 112 verwittigt een spoedgevallendienst vooraf wanneer de hulpdiensten ernaar onderweg zijn met een patiënt. Spoedgevallendiensten zijn wettelijk verplicht de patiënten op te vangen die er door de hulpdiensten heen zijn gevoerd. De overdracht van de patiënt aan de spoedgevallendienst beëindigt de opdracht van de Dringende Geneeskundige Hulpverlening.

## Interventieplannen
Wanneer zich een ramp of ander grootschalig incident voordoet met een groot aantal slachtoffers, zoals een kettingbotsing of de instorting van een groot gebouw, wordt de medische hulpverlening anders georganiseerd dan in dagelijkse omstandigheden. Voor dergelijke incidenten bestaat voor heel het land een specifiek interventieplan: het Medisch Interventieplan (MIP). Dit plan beschrijft welke middelen en diensten ter plaatse worden gestuurd en hoe de hulpverlening gecoördineerd wordt.Het is de noodcentrale 112 die bij grootschalige incidenten verantwoordelijk is om het MIP af te kondigen. Dit doen zij ofwel autonoom op basis van bepaalde informatie verkregen uit de oproepen, ofwel op instructie van bepaalde functionarissen zoals de FGI. In het kader van het MIP alarmeert de noodcentrale 112 de dichtstbijgelegen ziekenhuizen zodat deze zich intern kunnen voorbereiden om de slachtoffers op te vangen. Ook worden bijkomende middelen opgeroepen, zoals de Snel Inzetbare Middelen (SIM) van het Rode Kruis, die niet in de dagelijkse DGH-werking zijn opgenomen. Voor de inzet van deze SIM heeft de FOD Volksgezondheid een overeenkomst met het Rode Kruis. De SIM leveren medische en logistieke ondersteuning aan de opbouw en bestaffing van een Vooruitgeschoven Medische Post (VMP). Dit is in feite een soort veldhospitaal waar de slachtoffers verzameld, getrieerd en verzorgd worden, en vanwaar zij verdeeld worden onder de verschillende ziekenhuizen. 

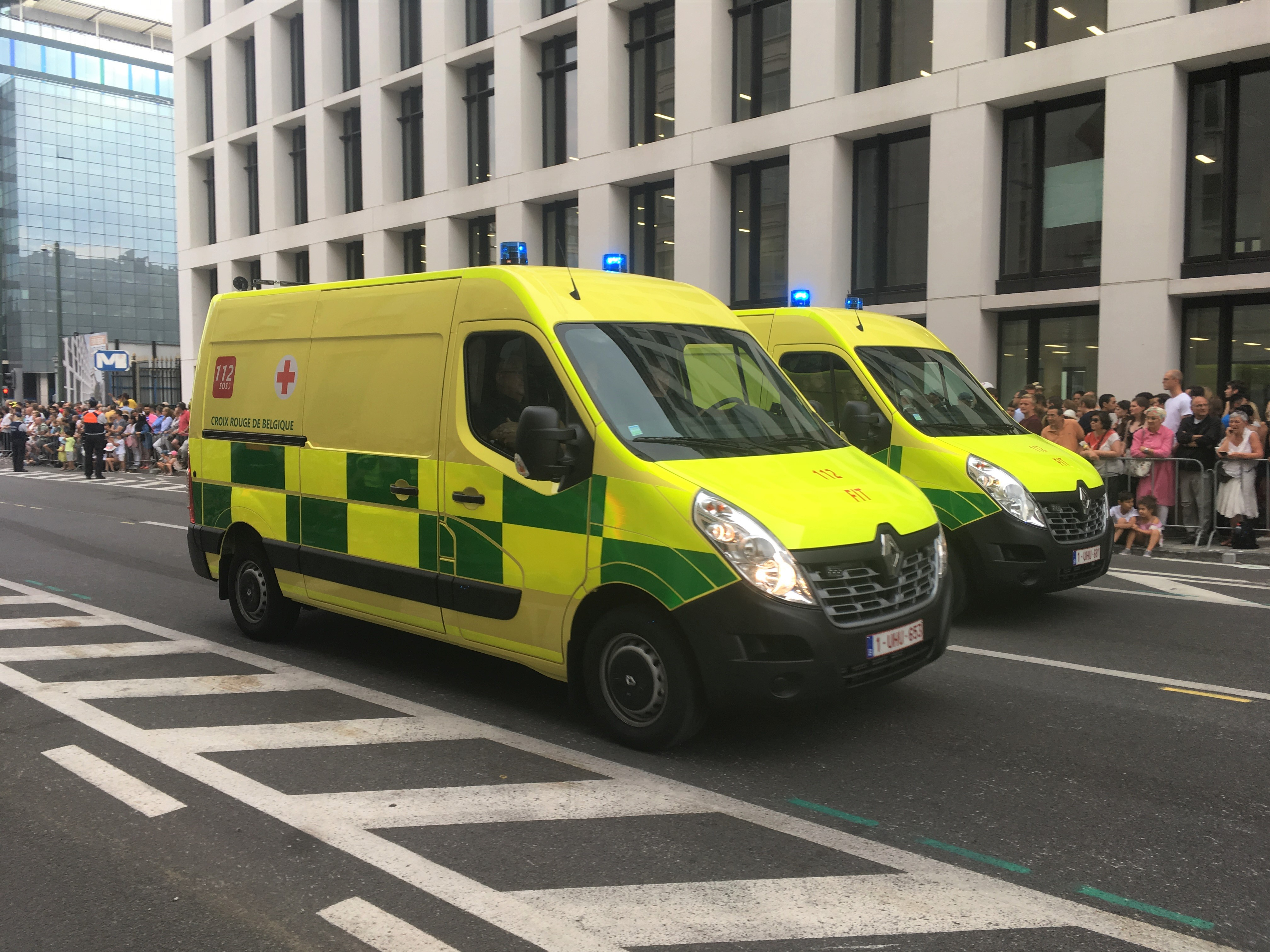
Voertuigen First Intervention Team van het Rode Kruis (2018)

Het Rode Kruis voorziet ook intermediaire ambulances om bij overbelasting de reguliere 112-ambulances aan te vullen, en hulp bij de psychosociale opvang van niet-gewonde getroffenen. Dit staat niet in de weg dat sommige lokale afdelingen van het Rode Kruis een ambulancedienst beheren die wel in de dagelijkse werking van de DGH is ingeschakeld.

## COVID-19-pandemie

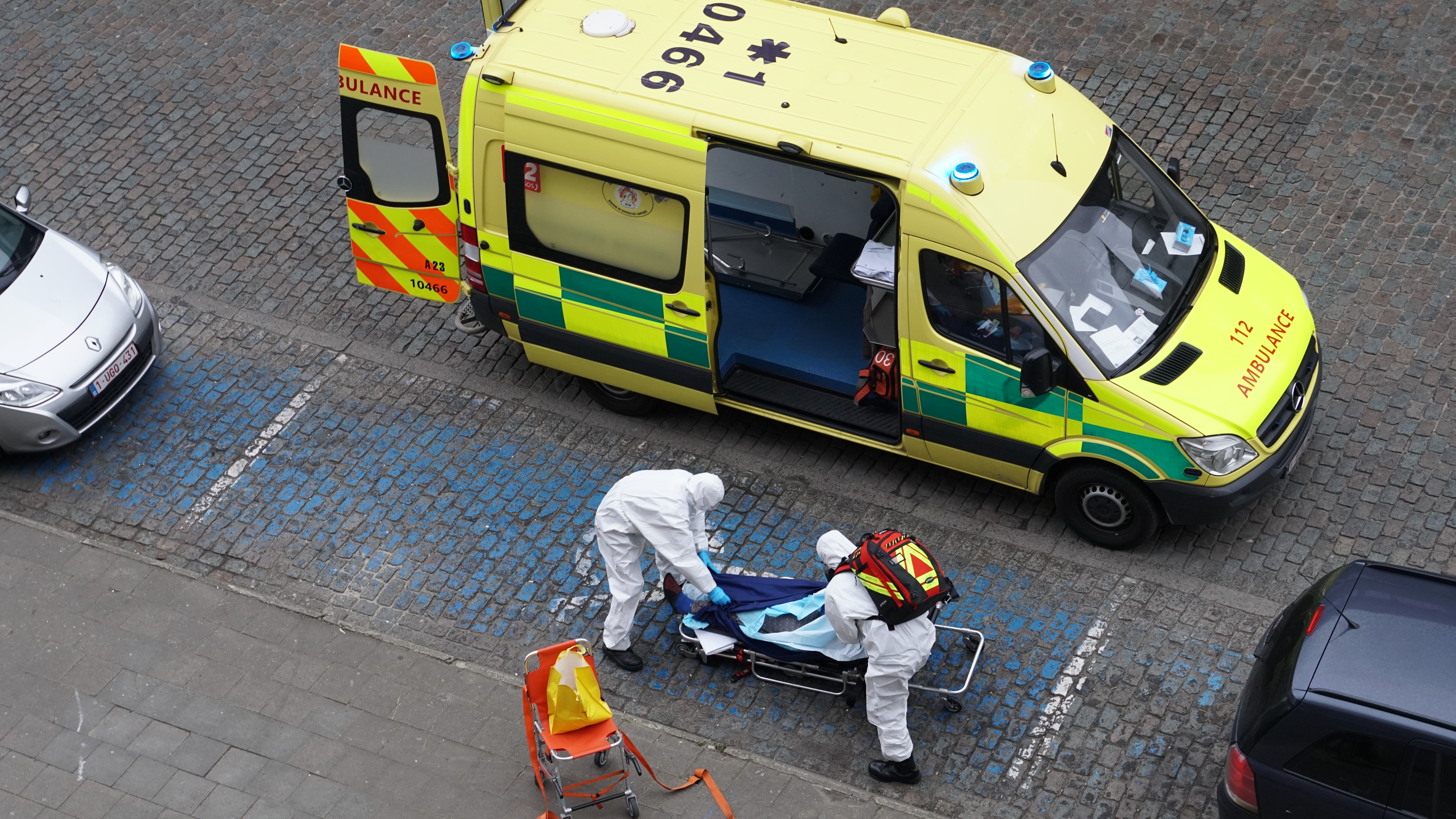
Ambulanciers dragen beschermende kledij in het kader van de COVID-19-pandemie tijdens een interventie in Brussel (maart 2020).

Begin 2020 brak de COVID-19-pandemie (ook 'coronapandemie' genoemd) uit ten gevolge van de wereldwijde verspreiding van SARS-CoV-2. Dit besmettelijke virus uit de onderfamilie van coronavirussen veroorzaakt bij mensen de potentieel dodelijke infectieziekte COVID-19. Wegens de plotse en verstrekkende gevolgen op gezondheids-, maatschappelijk, sociaal en economisch gebied van de pandemie werd al snel gesproken van de 'coronacrisis'. De uitbraak van de pandemie veroorzaakte een zeer grote druk op de gezondheidszorg, waardoor van overheidswege verschillende ingrijpende maatregelen werden genomen om de pandemie te beheren. Specifiek voor de gezondheidssector werd een comité "Hospital & Transport Surge Capacity" (HTSC) samengesteld om maatregelen en oplossingen te bespreken en ondersteunen. Verschillende van deze maatregelen betroffen of hadden een weerslag op de werking van de Dringende Geneeskundige Hulpverlening:
- Wegens het besmettingsrisico door druppeltjes of aerosolen moesten de hulpverleners van ambulances en MUG-diensten zich het systematisch gebruik van aangepaste persoonlijke beschermingsmiddelen, zoals o.a. chirurgische mondmaskers, FFP2/FFP3-maskers, gezichtsschermen en wegwerpkledij, eigen maken. Er werden verschillende richtlijnen opgesteld voor het gebruik hiervan in verschillende situaties.[41][42]
- Vanaf 13 maart 2020 werden specifieke ambulances aangewezen en ingezet voor het 112-vervoer van COVID-19-patiënten. De bedoeling van deze 'COVID-19 dedicated' ambulances was om het vervoer van COVID-patiënten maximaal te scheiden van het vervoer van de reguliere patiënten.[39][43]

- Er werden verschillende opties overwogen om anderen dan hulpverleners-ambulanciers in te zetten op de ambulances binnen de Dringende Geneeskundige Hulpverlening, moesten er ten gevolge van besmettingen personeelstekorten ontstaan. Mogelijkheden die genoemd werden waren hulpverleners-ambulanciers met een recent vervallen erkenning, ambulanciers uit het niet-dringend ziekenvervoer, of zelfs nog minder gekwalificeerd personeel (als bestuurder en in combinatie met een hulpverlener-ambulancier). Uiteindelijk hoefde deze noodoplossing in de praktijk niet te worden ingezet.[39][43]

- Verschillende organisaties stelden aangepaste richtlijnen op voor het uitvoeren of begeleiden van reanimaties voor verschillende actoren in de Dringende Geneeskundige Hulpverlening. De normaal uit te voeren handelingen bij een reanimatie, zoals mond-op-mondbeademing, borstcompressies, luchtwegbeheer, ..., creëren immers een potentieel besmettingsrisico voor hulpverleners door o.a. de vorming van aerosolen afkomstig uit de luchtwegen van het slachtoffer.[44][45][46][47]

- Vanaf de tweede golf van de pandemie, in het najaar van 2020, kregen de Noodcentrales 112 een belangrijke rol toebedeeld inzake de spreiding van COVID-19-patiënten over de ziekenhuizen. Via het ICMS-platform hadden zij immers zicht op de actueel beschikbare opvangcapaciteit van elk ziekenhuis. Zo moesten zij mee het transport van opgenomen patiënten coördineren van overbelaste ziekenhuizen naar minder belaste ziekenhuizen. Ook moesten zij in het kader van de 112-oproepen het bestemmingsziekenhuis aanduiden voor nog niet opgenomen patiënten, rekening houdend met de beschikbare capaciteit. Daartoe werd een tijdelijke wettelijke uitzondering ingevoerd op het principe dat patiënten na een 112-oproep naar het dichtstbijzijnde ziekenhuis met spoedgevallendienst vervoerd worden.[48]

## Overlegorganen
Op nationaal niveau is er de Nationale Raad voor Dringende Geneeskundige Hulpverlening (opgericht in 1994) die de minister van Volksgezondheid adviseert over de werking van de Dringende Geneeskundige Hulpverlening, gegevens registreert over deze werking en de kwaliteit van de hulpverlening toetst. Deze Raad is samengesteld uit vertegenwoordigers van de verenigingen van onder andere huisartsen, urgentieartsen, verpleegkundigen, ambulanciers, de Noodcentrales 112 en het Rode Kruis. Per provincie is er ook een Provinciale Commissie voor Dringende Geneeskundige Hulpverlening (PCDGH) die wordt voorgezeten door een Federale Gezondheidsinspecteur. Deze Commissies bestaan uit de vertegenwoordigers van het provinciale Noodcentrale 112, de ambulancediensten, de spoedgevallendiensten, de MUG's, de huisartsenwachtdiensten, het Rode Kruis en de provinciegouverneur. Ze houden toezicht op de werking van de Noodcentrales 112 en de ambulanciersopleiding in de provinciale ambulanciersscholen en overleggen over de medische preventiemaatregelen bij risicomanifestaties en de algemene werking van de Dringende Geneeskundige Hulpverlening in hun gebied.

## Wetgeving
De belangrijkste wet die de Dringende Geneeskundige Hulpverlening regelt is de wet van 8 juli 1964 betreffende de dringende geneeskundige hulpverlening (wet DGH). Deze wet is sinds 1964 al enkele keren aangepast en heeft meer dan honderd uitvoeringsbesluiten die de praktische toepassing ervan in de realiteit regelen. Daarnaast regelen de wet van 29 april 2011 houdende oprichting van de 112-centra en het agentschap 112 (wet 112) en de uitvoeringsbesluiten van die wet de werking van de Noodcentrales 112, de toekomstige geïntegreerde 112-centra en het Agenstchap 112. Deze wet hief de bepalingen rond de Noodcentrales 112 (de zogenaamde 'eenvormige oproepcentra') uit de wet DGH op. Verder bevat ook de wet van 13 juni 2005 betreffende de elektronische communicatie en de uitvoeringsbesluiten van die wet een aantal bepalingen rond het technisch beheer van de noodoproepen naar de Noodcentrales 112. Ten slotte regelt de wet van 8 juni 1998 betreffende de radiocommunicatie van de hulp- en veiligheidsdiensten de oprichting van het ASTRID-netwerk.
Sinds 1 januari 2019 kost elke dringende interventie van de ambulance 60 euro, ook als de patiënt besluit niet mee te gaan. Er is geen tegemoetkoming van de ziekteverzekering. Bovenop de 60 euro mogen geen bijkomende kosten worden aangerekend. De voorwaarde hierbij is wel dat het ambulancepersoneel ook effectief medische handelingen heeft uitgevoerd. Als er geen patiënt op de plaats van interventie is of er is geen contact geweest wordt er niets gefactureerd. Dit moet door het ambulancepersoneel duidelijk aangegeven worden in het ritverslag. Hiervoor wordt vaak de afkorting GCM gebruikt, wat staat voor "Geen Contact Medisch".

## Secundair ambulancevervoer

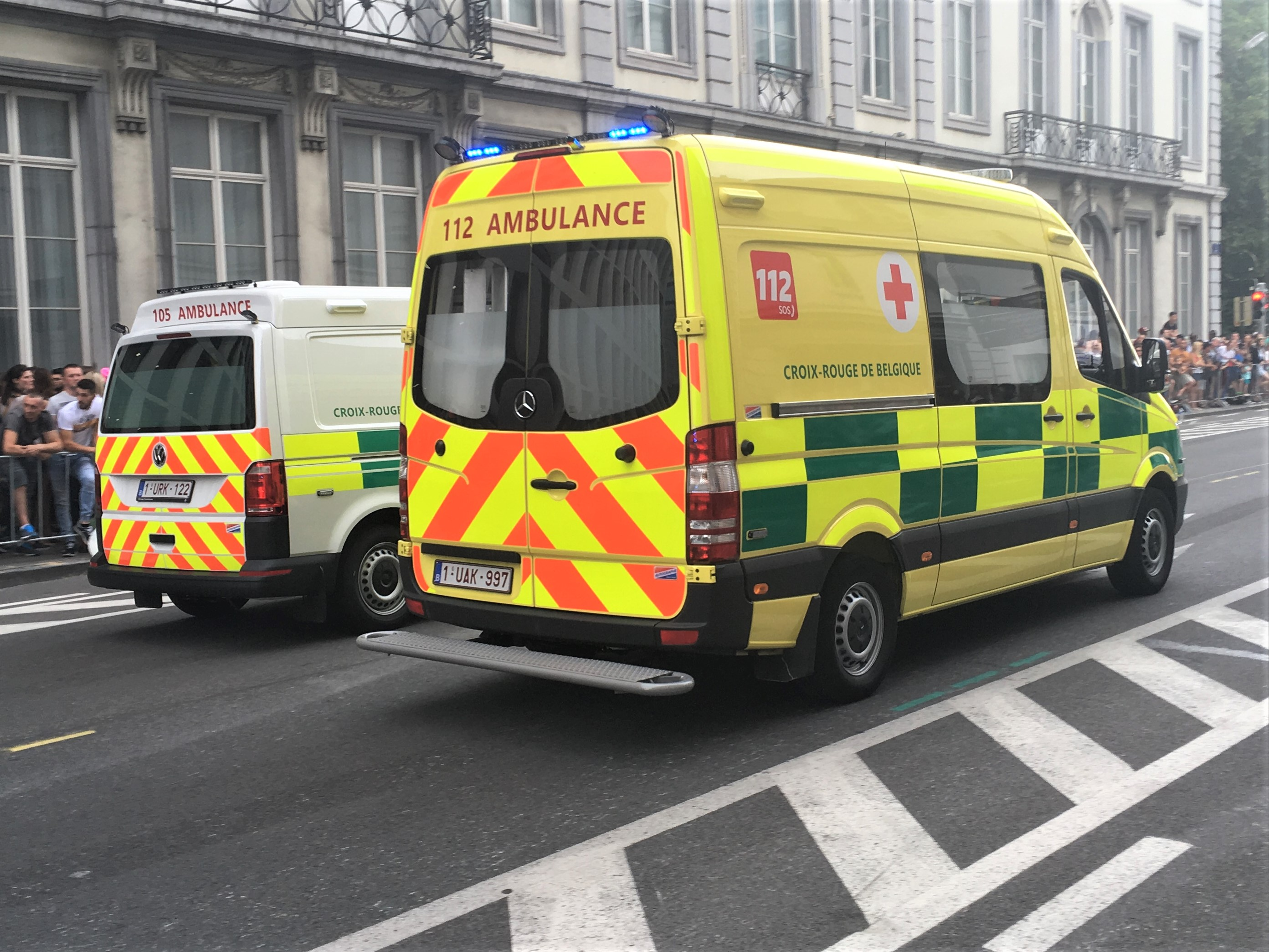
Ambulances van het Rode Kruis voor (rechts) dringend en (links) niet-dringend vervoer (2018)

Onder het secundair (ook wel 'niet-dringend') ambulancevervoer verstaat men het vervoer dat buiten de Dringende Geneeskundige Hulpverlening (112-opdrachten) valt, zoals repatriëringen, geplande ziekenhuistransporten of aangevraagd ambulancevervoer. De benaming is echter verraderlijk: secundaire ziekenwagens doen nu en dan wel spoedritten, al vallen deze buiten het 112-vervoer. Voorbeelden daarvan zijn spoedtransfers tussen ziekenhuizen of een plotseling verslechterde toestand van een patiënt tijdens een gepland vervoer.
Secundaire ambulances worden, net zoals 112-ziekenwagens, altijd bemand door twee ambulanciers. Deze ambulanciers zijn gecertificeerde EHBO'ers en hebben meestal een medische achtergrond (bijvoorbeeld studenten verpleegkunde, geneeskunde of bedrijfshulpverleners). De ambulanciers worden bekwaam geacht om de toestand van een patiënt correct te kunnen inschatten zodanig dat zij indien nodig tijdig de hulp kunnen inschakelen van het 112-systeem of een eventueel gepland vervoer prioritair kunnen verderzetten. Secundaire ziekenwagens beschikken over een basisuitrusting voor het verlenen van eerste hulp, daaronder vallen een zuurstoftank, een defibrilator, wondverzorgingsmateriaal, zuurstof - en beademingsmaskers en middelen voor het nagaan van de medische parameters.
Voor het niet-dringend ziekenvervoer wordt er vooral beroep gedaan op private ziekenwagendiensten. Deze tak valt immers niet onder de Dringende Geneeskundige Hulpverlening en is dus niet zozeer een aangelegenheid van de brandweer en de ziekenhuizen.
De kwaliteit van dit ambulancevervoer is er sinds 2016 beduidend op vooruit gegaan. Daar waar het eerste decreet van de Vlaamse Regering omtrent het secundair ambulancevervoer in 2004 vooral steunde op zelfregulering, zijn er sinds juni 2016 nieuwe kwaliteitsnormen waaraan alle secundaire ziekenwagendiensten dienen te voldoen. Ambulancediensten laten zich op basis van deze kwaliteitsnormen accrediteren en dat garandeert hun bestaansmogelijkheid. Ziekenfondsen werken voortaan immers alleen nog samen met geaccrediteerde diensten. Om de kwaliteitsopmars in stand te houden, staan er nog een aantal nieuwe veranderingen gepland. Zo zal de opleiding van secundaire ambulanciers uitgebreid worden (qua niveau vergelijkbaar met dat van de DGH-opleiding) en de secundaire ziekenwagens zullen een eigen striping krijgen, daar waar het grootste gedeelte van de wagens dezelfde striping als de 112-wagens heeft.

Uiterlijke kenmerken voor ambulances in België (vanaf 2017)
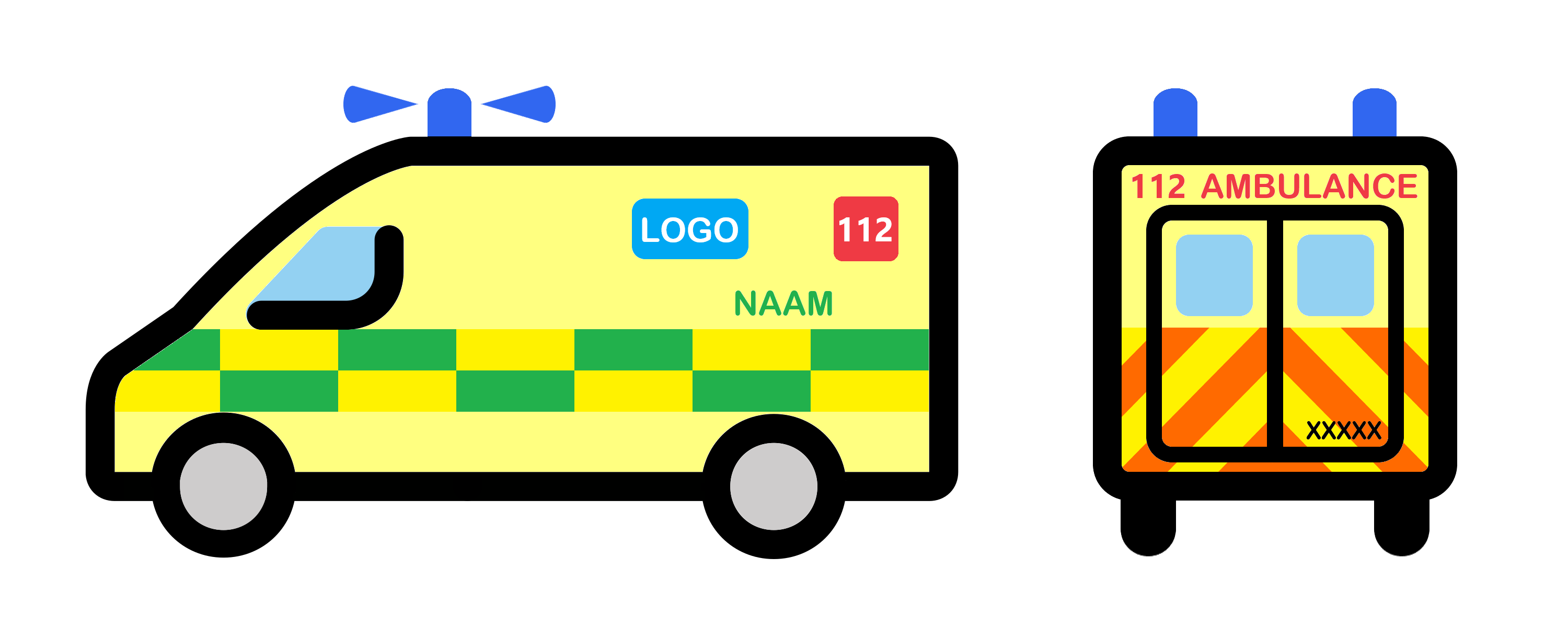
Ambulances in de DGH:(1) gele basiskleur (2) groen-geel Battenburgpatroon op de zijkanten (3) naam en eventueel logo van de dienst op de zijkanten (4) logo van het noodnummer 112 op de zijkanten (5) oranje-geel visgraatpatroon op de achterkant (6) aanduiding "112 AMBULANCE" op voor- en achterkant (7) uniek vijfcijferig identificatienummer op de achterkant (8) prioritaire signalen (blauwe knipperlichten en sirene)
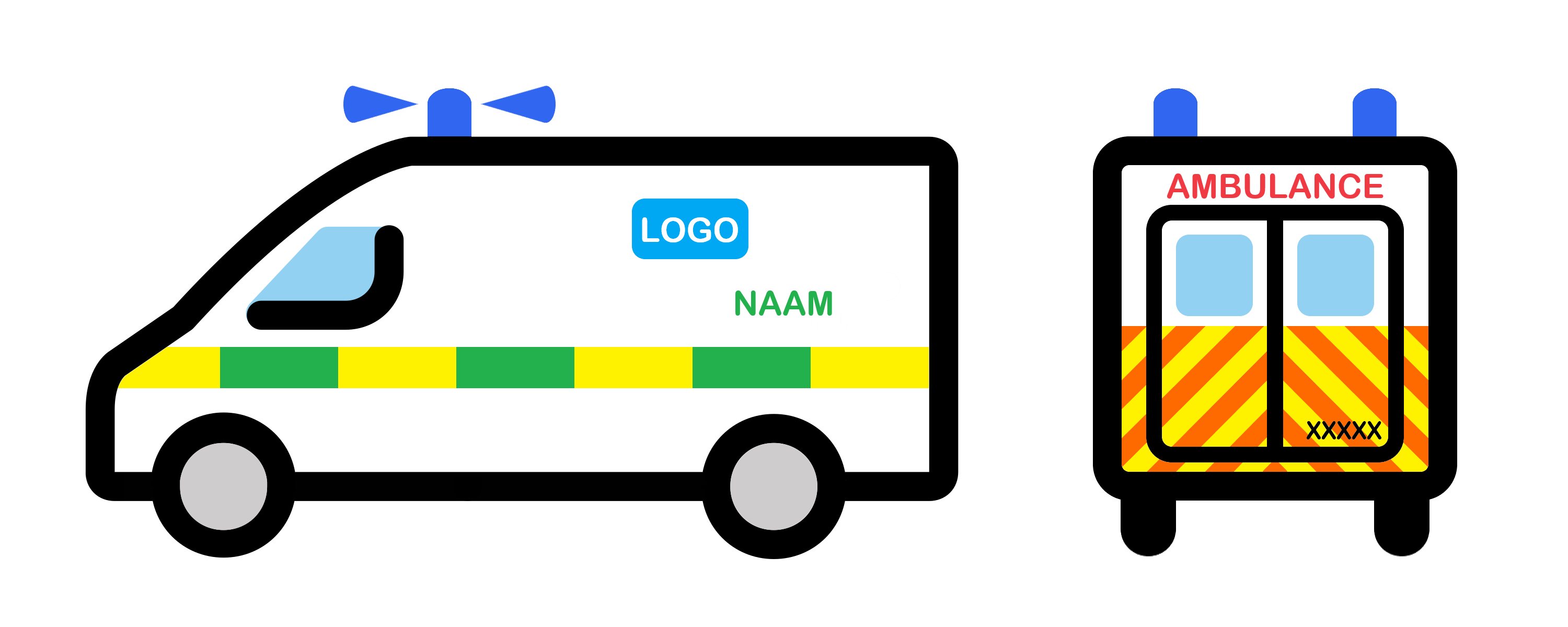
Intermediaire ambulances:(1) witte basiskleur (2) groen-geel Battenburgpatroon op de zijkanten (3) naam en eventueel logo van de dienst op de zijkanten (4) oranje-geel visgraatpatroon op de achterkant (5) aanduiding "AMBULANCE" en eventueel telefoonnummer van de dienst op voor- en achterkant (6) uniek vijfcijferig identificatienummer op de achterkant (7) prioritaire signalen (blauwe knipperlichten en sirene)
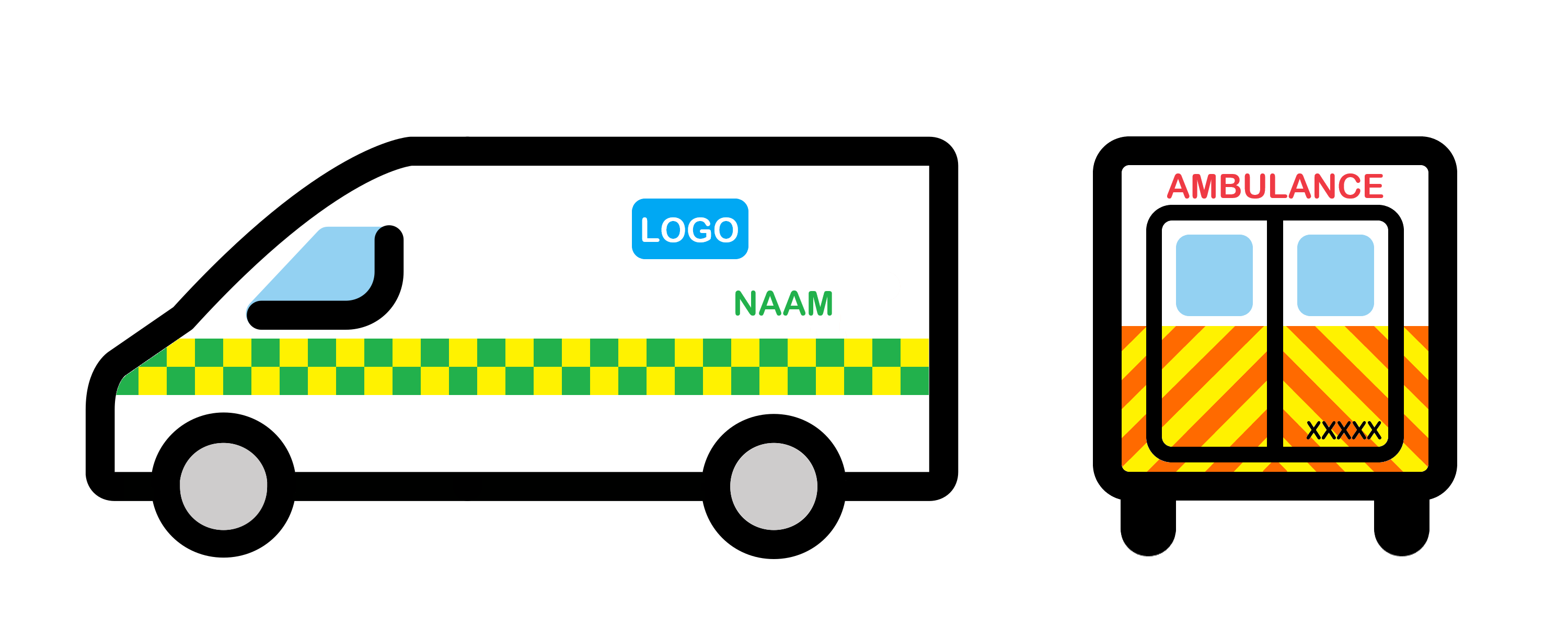
Ambulances in het niet-dringend ziekenvervoer:(1) witte basiskleur (2) groen-geel Battenburgpatroon op de zijkanten (3) naam en eventueel logo van de dienst op de zijkanten (4) oranje-geel visgraatpatroon op de achterkant (5) aanduiding "AMBULANCE" en eventueel telefoonnummer van de dienst op voor- en achterkant (6) uniek vijfcijferig identificatienummer op de achterkant

- Ambulances in de DGH:(1) gele basiskleur
(2) groen-geel Battenburgpatroon op de zijkanten
(3) naam en eventueel logo van de dienst op de zijkanten
(4) logo van het noodnummer 112 op de zijkanten
(5) oranje-geel visgraatpatroon op de achterkant
(6) aanduiding "112 AMBULANCE" op voor- en achterkant
(7) uniek vijfcijferig identificatienummer op de achterkant
(8) prioritaire signalen (blauwe knipperlichten en sirene)
- Intermediaire ambulances:(1) witte basiskleur
(2) groen-geel Battenburgpatroon op de zijkanten
(3) naam en eventueel logo van de dienst op de zijkanten
(4) oranje-geel visgraatpatroon op de achterkant
(5) aanduiding "AMBULANCE" en eventueel telefoonnummer van de dienst op voor- en achterkant
(6) uniek vijfcijferig identificatienummer op de achterkant
(7) prioritaire signalen (blauwe knipperlichten en sirene)
- Ambulances in het niet-dringend ziekenvervoer:(1) witte basiskleur
(2) groen-geel Battenburgpatroon op de zijkanten
(3) naam en eventueel logo van de dienst op de zijkanten
(4) oranje-geel visgraatpatroon op de achterkant
(5) aanduiding "AMBULANCE" en eventueel telefoonnummer van de dienst op voor- en achterkant
(6) uniek vijfcijferig identificatienummer op de achterkant

## Trivia
- De diensten binnen de Dringende Geneeskundige Hulpverlening zijn vaak onderwerp van televisiereeksen. Zo waren vanaf 2015 tot heden de reeksen Helden van Hier: Door het Vuur en Helden van Hier: In de Lucht (een spin-off van eerstgenoemde) te zien op VTM, waarin respectievelijk het werk van de brandweer van Gent (inclusief de ambulancehulp) en dat van de MUG-helikopter en spoedgevallendienst van het AZ Sint-Jan in Brugge in beeld werd gebracht. Al enkele jaren langer geleden waren ook reeksen als Hartslag 100 en De MUG te zien op VTM. Vanaf 2016 tot heden waren daarnaast De noodcentrale en Spoed 24/7 te zien op Eén over respectievelijk het werk van de noodcentrales en dat van de spoedgevallendienst van het UZ Leuven.